# República Conservadora

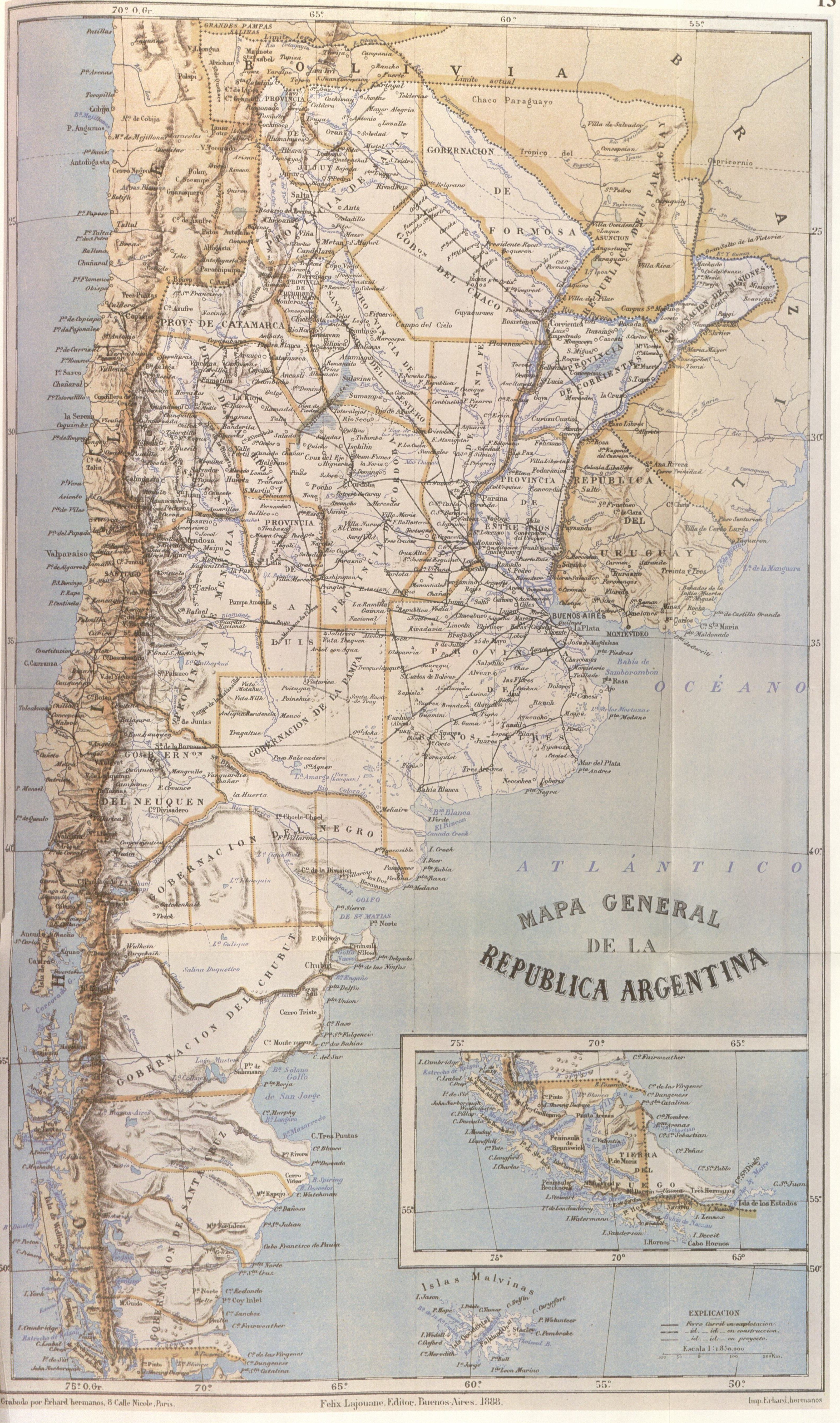
República Argentina, 1888

En la Història de l'Argentina es coneix com a República Conservadora, Règim Conservador, Ordre Conservador, República oligàrquica, o Règim oligàrquic, al període comprès entre els anys 1880 i 1916, durant el qual la República Argentina, sota el govern de la Generació del 80, va tenir un ràpid creixement econòmic, poblacional i cultural.
En l'econòmic, es va establir fermament un model agroexportador perifèric de l'Imperi Britànic, que només va ser abandonat molt temps més tard. El país va tenir un gran creixement de l'economia, impulsat per l'expansió de les fronteres agrícola-ramaderes, l'extensió de les comunicacions i els transports, i un augment en la tecnificació que va millorar a la ramaderia i l'agricultura. Arran d'aquest creixement econòmic es va produir també un notable augment de la població, sota l'impuls de la immigració d'origen europeu i la millora de les condicions sanitàries del poble. La població va passar de 1.877.490 habitants comptabilitzats en el cens de 1869 a 4.044.911 el 1895, i a 7.903.662 habitants el 1914; es va quadruplicar la població en 45 anys. Segons estimacions de Gino Germani, en el període de 1869 a 1895 es va produir una major diversificació de la societat argentina, com sorgeix del creixement de la classe mitjana que el 1869 era del 10,6% de la població i va passar al 25,2% el 1895, o sigui, que aquest grup va créixer a una taxa del 0,56% anual, mentre que en els períodes intercensals 1895-1914 i 1914-1947 aquesta taxa va ser del 0,27% i 0,29%.
En el cultural, la Generació del 80 (nom que s'aplica també a l'elit política i empresarial del període) va manifestar la seva adhesió als corrents literaris i artístics europees; si bé la producció literària i artística es va multiplicar exponencialment, no es va aconseguir a desenvolupar una expressió cultural específicament argentina, cosa que sí va obtenir l'art popular amb la cultura gautxesca, i sobretot amb el tango. L'Estat va impulsar l'alfabetització per mitjà de les escoles públiques i així el percentatge d'analfabets que era del 78,2% de la població d'acord amb el cens nacional de 1869 s'havia reduït al 54,4% en el cens de 1895 (el 28,1% a la ciutat de Buenos Aires). A través de l'educació es va buscar homogeneïtzar a la població, sobretot als més joves, i es va tractar de construir una «nacionalitat argentina».
El gran nombre d'immigrants que es radicaven al país va elevar les necessitats en matèria d'educació pública;el 1911, Juan A. Alsina, que havia estat comissari general del Departament d'Immigració, deia respecte dels fills dels immigrants que es radicaven al país que «les escoles rebien a tot el país al voltant de 40.000 nens, però quedaven prop de 450.000 sense possibilitats efectives de alfabetitzar-se».
En el polític, el període va estar signat pel control del govern nacional i de la majoria dels governs provincials a través del Partit Autonomista Nacional i de la Lliga de Governadors, que van establir una agrupació o conglomerat polític d'ideologia liberal, encara que gradualment esdevinguda conservadora i (per certa part de la historiografia) oligàrquica. La principal característica de l'acció política del període va ser el control de les eleccions a través dels acords de cúpules polítiques, el clientelisme i el frau electoral. La figura política més rellevant del període va ser el general Julio Argentino Roca, que va presidir el país durant dotze anys i va dominar el partit en el govern almenys altres dotze, estenent el seu lideratge indiscutit durant dos terços dels 36 anys que va durar el període conservador.
El començament del període s'estableix a l'any 1880, any en què es va produir l'últim fet d'armes de les guerres civils argentines que van fuetejar el país durant dos terços del segle xix, es va solucionar la «qüestió capital» que dividia la capital de les províncies interiors amb la federalització de Buenos Aires, i va assumir la seva primera presidència el general Roca. L'any anterior, aquest havia comandat la Conquesta del Desert, una ambiciosa i discutida sèrie de campanyes militars contra diversos pobles originaris, qualificades com a genocidi per part de la historiografia, dutes a terme entre 1875 i 1885, que van incorporar efectivament al territori argentí gran part de la Patagònia i la regió del Chaco.
El final del període s'estableix generalment en 1916, any en què va arribar al poder la Unió Cívica Radical, que va desplaçar als conservadors del poder per molt de temps, gràcies a la implementació de la Llei Sáenz Peña, sancionada pels mateixos conservadors, que va establir el sufragi obligatori i secret.

## Antecedents

### La independència i el període de les guerres civils

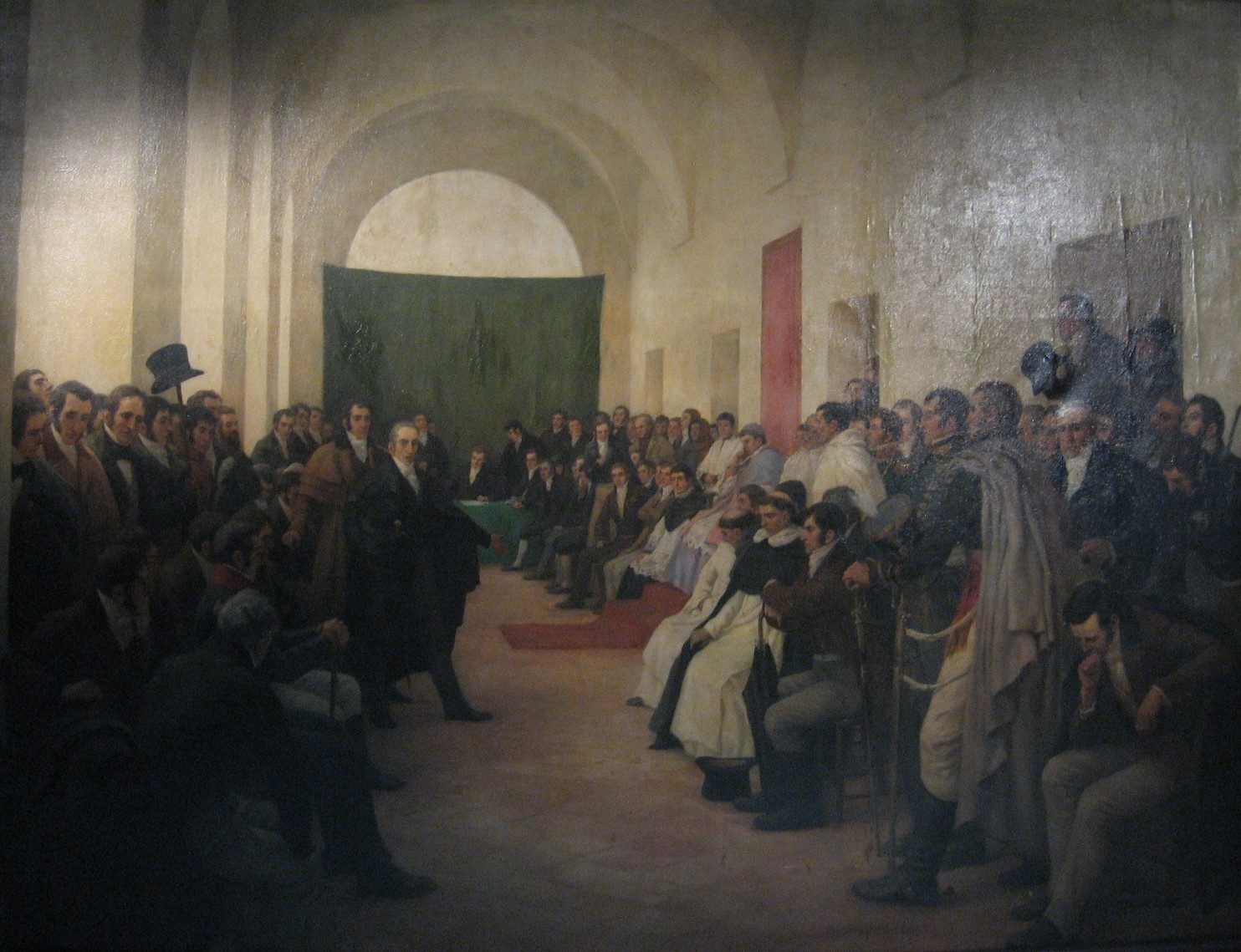
La Revolució de Maig de 1810 va donar inici a la qual arribaria a ser la «República Argentina»

Les Províncies Unides del Riu de la Plata havien obtingut la seva independència de l'Imperi Espanyol l'any 1810, i l'havien sostingut amb èxit fins a la seva declaració formal a l'any 1816. No obstant això, la seva organització política va patir un llarg període de declinació causada per l'enfrontament entre federals i unitaris, al punt que no va existir cap autoritat nacional universalment reconeguda entre els anys 1820 i 1852, i les dues constitucions sancionades en els anys 1819 i 1826 van ser desconegudes per la major part de les províncies.
Durant aquest període es va produir una transformació profunda de l'estructura econòmica del país; les regions altre temps més pròsperes, com ara el nord-oest, Cuyo i el nord-est (les economies de les quals eren motoritzades per l'intercanvi comercial amb l'Alto Perú, Xile i Paraguai respectivament) van viure una marcada declinació a causa del procés independentista i a la competència dels productes industrials d'origen majoritàriament britànics amb les seves produccions artesanals i industrials. Paral·lelament, el Litoral argentí (la seva importància econòmica durant el Virregnat del Riu de la Plata havia estat limitada a l'activitat mercantil i l'administració pública) va experimentar els efectes d'una ràpida valorització dels productes ramaders, especialment carn en forma de tasajo i cuirs, que li van permetre posar-se al capdavant de l'economia del país. D'altra banda, la província de Buenos Aires va monopolitzar els ingressos de la Duana que servia a tot el país, de manera que va capturar la que era (per gran diferència) la principal font d'ingressos públics. El comerç exterior va ser monopolitzat pels comerciants estrangers, especialment britànics.
L'anarquia política no era completa gràcies a l'enorme influx que tenia el Governador de la Província de Buenos Aires, que manejava les relacions exteriors i de guerra del país (ara anomenada «Confederació Argentina») especialment durant els gairebé vint anys que aquest càrrec va ser exercit per Juan Manuel de Rosas. Els tres pilars principals del seu domini sobre la resta del país van ser la persecució dels seus enemics polítics, el control dels recursos duaners, i la negativa absoluta a sancionar una constitució que regularitzés les relacions entre les províncies, que seguien comportant-se com estats independents en molts aspectes.
Fins a l'arribada de Rosas al poder, les guerres civils havien castigat gairebé ininterrompudament al país, enfrontant a unitaris i federals. Durant el govern de Rosas va haver-hi molts altres enfrontaments, alineant-se en els bàndols contendents els aliats i els enemics de Rosas.

### L'Organització Nacional

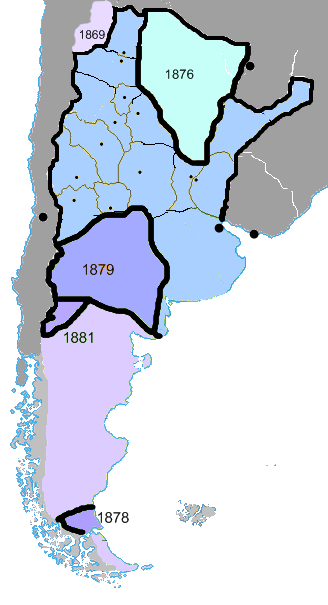
Territori de l'Argentina controlat efectivament per l'estat abans de la primera presidència de Julio Argentino Roca (1880-1886)

La derrota definitiva de Rosas el 1852 va permetre l'organització constitucional del país, donant inici al període anomenat Organització Nacional. No obstant això que es va sancionar la Constitució Argentina de 1853, es va triar a un president reconegut per gairebé tot el país (Justo José de Urquiza) i es va reunir el Congrés Nacional, els conflictes interns van continuar, entre dos bàndols formats per la Confederació Argentina, per una banda, i l'Estat de Buenos Aires i els seus aliats de l'interior.
El Pacte de San José de Flores va iniciar la reunificació definitiva del país, que abandonava els seus noms anteriors per utilitzar només el de «Nació Argentina» en els documents oficials i el de «República Argentina» en la seva forma més usual. No obstant això, la batalla de Pavón i la dissolució de l'autoritat nacional que va ser el seu principal efecte, van obligar a esperar fins a l'any 1862 per veure finalment assumir un president (Bartolomé Mitre) reconegut com a tal per tot el país; va assumir un nou Congrés i, per primera vegada, va iniciar la seva actuació la Cort Suprema de Justícia de la Nació Argentina i els tribunals federals de justícia. Els federals van fer encara diversos intents per recuperar el poder, però a mitjans de la dècada del 1870 van desaparèixer definitivament com a partit polític.
La Guerra de la Triple Aliança contra el Paraguai (1865-1870) va causar un enorme cost econòmic i humà al país, deixant com a únic saldo positiu la formació d'un Exèrcit Argentí unificat i professional.
Durant el període de l'Organització Nacional, la immigració europea (que havia estat important encara que esporàdica durant l'època de Rosas) va créixer exponencialment, i en conseqüència la població va augmentar ràpidament; el primer cens nacional de població va comptabilitzar al voltant de dos milions d'habitants. Es van establir les primeres colònies agrícoles, principalment habitades per immigrants, es va estendre una incipient xarxa de ferrocarrils, i es van modernitzar els ports del país, especialment el de Buenos Aires. El comerç va ser alliberat de traves burocràtiques i legals, i els aranzels d'importació es van mantenir molt baixos, el que va augmentar fortament l'intercanvi comercial, al mateix temps que s'acabaven d'arruïnar les indústries locals; l'estructura econòmica va quedar plasmada en una relació asimètrica i dependent de les potències europees (sobretot amb Gran Bretanya) i els Estats Units d'Amèrica, que venien articles manufacturats a l'Argentina a canvi de matèries primeres, especialment llana, cuirs, carn salada i cereals.
Acabades la guerra contra el Paraguai i els alçaments federals, el país va poder fer front al veïnatge dels indígenes del sud i del nord per eliminar l'amenaça que significava a la propietat i la vida rurals, i al mateix temps per incorporar les terres sota control d'aquests a la propietat privada per propietaris argentins, que les s'incorporarien a la producció ramadera. Successives campanyes de represàlies contra els indígenes van minar la seva resistència, alhora que les malalties van causar una notable disminució de la seva població. Un important avanç va ser el que es va realitzar a mitjans de la dècada del 1870, amb la construcció de la Rasa d'Alsina. L'any 1878, el Ministre de Guerra de la Nació, el general Julio Argentino Roca, va aconseguir l'aprovació del Congrés per a la seva projectada «Campanya del Desert», que va portar endavant de manera sistemàtica i reeixit a l'any següent, permetent la incorporació de desenes de milers de quilòmetres quadrats al territori nacional, al preu de la mort de milers d'indígenes i la destrucció de les seves famílies i comunitats.
El president Bartolomé Mitre, arribat al poder gràcies a un acord amb governadors liberals (molts d'ells arribats al seu torn al poder sota la protecció de les tropes enviades per ell mateix des de Buenos Aires) va fracassar en imposar la candidatura del seu successor en la presidència. L'aliança entre el Partit Autonomista de Buenos Aires i la major part dels governadors portar al govern a Domingo Faustino Sarmiento. Es va formar de fet una Lliga de Governadors, que funcionava com a partit a nivell nacional, encara que únicament per discutir les candidatures presidencials i per reclamar una certa lleialtat en les discussions parlamentàries. La Lliga de Governadors es va transformar oficialment en el Partit Autonomista Nacional (PAN) a partir de l'elecció del president Nicolás Avellaneda.
Obligat a negociar permanentment amb els dirigents de la província de Buenos Aires (territori on estava situada la capital), Avellaneda planejava federalitzar el territori de la ciutat. Exaltats els ànims a Buenos Aires (que pretenia mantenir la preeminència entre les províncies) la candidatura presidencial del general Roca pel PAN a l'any 1880 va portar als dirigents portenys a la Revolució de 1880. Aquesta va acabar amb la derrota dels rebels, la federalització de Buenos Aires, i el reconeixement de la victòria electoral de Roca.

### La situació internacional

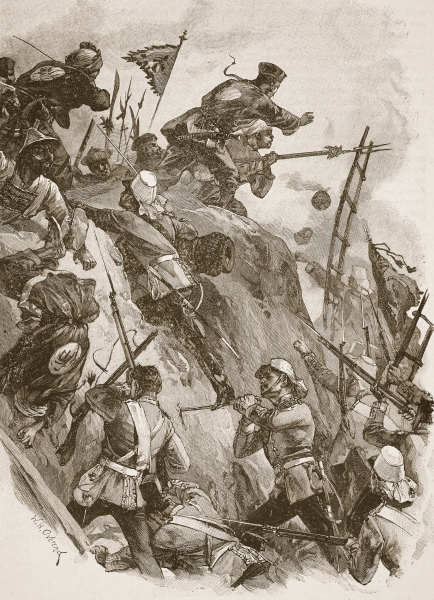
La Segona Guerra de l'Opi (1856-1860) va desplaçar a la Xina i va imposar l'hegemonia mundial de l'Imperi Britànic i amb ella l'hegemonia d'Occident sobre la resta de les nacions. Argentina es va inserir com a productora d'aliments per a la classe obrera anglesa

L'anomenada República Conservadora es va instal·lar poc després que l'Imperi Britànic aconseguís l'hegemonia mundial després de vèncer a la Xina a la Segona Guerra de l'Opi (1856-1860), que li va permetre als europeus el lliure comerç d'opi en l'enorme mercat xinès, a manera de divises alternativa a la plata. Fins a aquest moment, la Xina havia estat el centre de l'economia mundial durant gairebé dos mil·lennis, conformant-se com la fàbrica del món que li va permetre acumular grans reserves de plata. A partir de la seva victòria, l'Imperi Britànic va imposar un esquema de divisió internacional del treball que reservava als països del nord d'Europa el paper de productors de béns industrials.
En aquest esquema, es va inserir amb un relativament reeixit i modern model agroexportador, destinat a produir aliments barats (carn i cereals) per a la classe obrera industrial anglesa, a les fèrtils terres de La Pampa de propietat d'un petit grup d'estanciers (majoritàriament portenys), mentre que els capitals britànics prenien el control majoritari dels ferrocarrils, frigorífics i bancs.

## La Generació del 80
Els homes que arribaven al govern juntament amb Roca eren, majoritàriament, molt joves; el mateix Roca va ser el segon president més jove de la història argentina, tot just unes setmanes més gran que el seu antecessor. Passades les crisis polítiques de les dècades anteriors, i consolidada l'economia després de la crisi que havia hagut d'enfrontar Avellaneda, l'optimisme era la sensació dominant; els grups dirigents, i també les classes mitjanes, estaven convençuts del generós avenir que esperava a l'Argentina per als anys vinents.
La classe dirigent, en ple, estava identificada amb els propietaris de camps, amb els estancieros (els que encara no tenien una estancia, la tindrien poc després). Els seus intel·lectuals, els seus polítics i els seus artistes tenien relació amb el camp, i gairebé sempre obtenien la major part dels seus ingressos d'ell.
La seva ideologia era una versió maximalista, extrema, del liberalisme. Seguidors de filosofies progressistes (d'arran darwinista o spenceriana) estaven convençuts que el progrés de la civilització i del seu país seria indefinit.
Estaven, a més, convençuts que el futur de l'Argentina estava indissolublement lligat a l'economia agroexportadora. La protecció aranzelària, que havia gaudit de cert consens en la generació anterior, o qualsevol altra acció governamental amb tendència a aconseguir algun avenç de la indústria al país, havia de ser totalment descartada. El mateix José Hernández, en altre temps redemptor literari del gautxo, anunciava feliç que l'Argentina havia de ser proveïdora de matèries primeres per a Europa, mentre el Vell Continent estava destinat a proveir productes industrials a l'Argentina.
No obstant això, el grup governant es va esforçar per reforçar l'acció de l'Estat, que tendeix lògicament a protegir el sistema econòmic regnant, invertint generosament en obres públiques i en l'extensió de l'abast de l'acció estatal al país.

## La primera presidència de Roca (1880 - 1886)

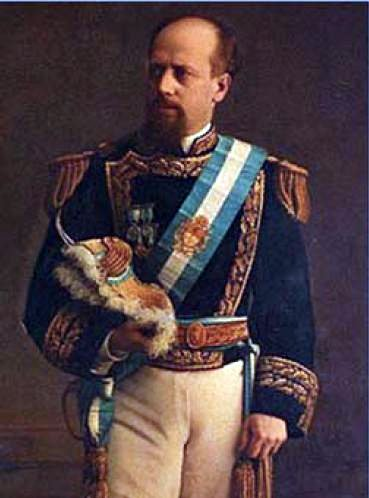
El general Julio Argentino Roca va ser el primer president del període conservador en l'Argentina

Julio Argentino Roca va assumir la presidència el 12 d'octubre de 1880, amb el lema «Pau i administració». El sistema polític que l'havia portat a la presidència, i que va mantenir una notable estabilitat fins molt després que l'abandonés, reposava sobre una sèrie d'acords inestables entre els governadors provincials (que controlaven les eleccions per mitjà del frau electoral i el clientelisme) i el President, que disposava del control del pressupost nacional a favor o en contra de les províncies i podia deposar els governadors desafectes per mitjà de les intervencions federals. Necessitats mútuament, els governadors i el President duien a terme continus acords que permetien a uns i altres avançar en les polítiques desitjades. En tot cas, l'estabilitat de semblant sistema exigia (en la pràctica) la inexistència de qualsevol oposició; a aquest objectiu apuntaven també les pràctiques polítiques fraudulentes.
L'equilibri entre el President i els governadors era necessàriament inestable; el President havia estat elegit per pressió dels governadors, però els seus successors no podien aconseguir les governacions sense el vistiplau del president. Al final, també els governadors eren elegits en la pràctica pel President.
Durant la seva gestió es va sancionar el Codi de Mineria de la Nació; es va organitzar el govern municipal de la nova Capital Federal i es va fundar la ciutat de La Plata, capital de la província de Buenos Aires. La situació sanitària del país no havia millorat significativament des de l'epidèmia de febre groga de 1871; entre 1884 i 1887, una sèrie d'epidèmies de còlera van causar centenars de morts a la capital i l'interior.

### L'economia al voltant de 1880
Roca va iniciar el seu mandat en una situació econòmica favorable, ja que les exportacions augmentaven ràpidament en volum i en valor. El sistema econòmic se sostenia per l'intercanvi de productes primaris (exclusivament d'origen agropecuari, i en gran manera generats a la regió de La Pampa) per productes manufacturats de l'exterior, especialment d'Europa.
El principal producte d'exportació era, per molta diferència, la llana d'ovella; marginalment es notava el creixement de les exportacions de cereals, però aquestes no serien importants fins a l'última dècada d'aquest segle. Dos productes que anaven cedint terreny eren els cuirs i el tasajo, mentre augmentava l'exportació de bestiar en peu cap als països veïns. A principis d'aquesta dècada es va iniciar l'exportació de carn congelada, però no seria fins a la dècada següent que aquesta va reemplaçar a la llana com principal línia de les exportacions.
Però la situació financera de l'estat i dels particulars no permetia aprofitar ràpidament aquestes circumstàncies, de manera que es va acudir massivament al crèdit, especialment a emprèstits estrangers.
L'estat nacional pràcticament no tenia moneda pròpia, al que el govern va respondre amb la Llei de Moneda Nacional, que unificava el sistema monetari argentí i permetia l'emissió de moneda al Banc Nacional. Una breu crisi econòmica esclatada a finals de 1884 va ser solucionada decretant el curs forçós del paper moneda i prenent un nou emprèstit extern.
Gran part dels recursos econòmics van ser destinats a obres d'infraestructura, com ara els ferrocarrils (la extensió va passar de 2.516 a 6.161 km durant el seu mandat) i els edificis públics. Però una part molt important dels recursos va servir per construir edificis fastuosos, i el cost estava molt per sobre de la seva utilitat; d'altra banda, és notable que l'enorme majoria d'aquesta inversió es va fer a Buenos Aires i la nova capital bonaerense, La Plata. Es va iniciar una política de crèdits als particulars, dels quals una proporció alarmant va anar a parar a mans d'especuladors i fins de deutors crònics, que mai els cancel·larien.
No obstant això, la continuïtat de la bonança econòmica i del creixement de la producció agrícola (impulsada per aquesta mateixa bonança) va permetre dur endavant la seva política d'inversions sense més sobresalts.

### La política cultural i enfrontament amb l'Església Catòlica

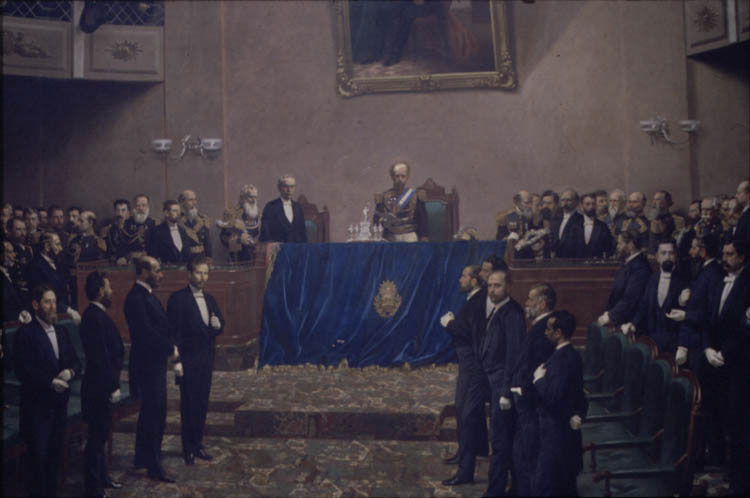
El president Julio A. Roca inaugurant el període legislatiu de l'any 1886

Impulsat per un laïcisme exacerbat, el govern es va esforçar per separar l'Església Catòlica de l'Estat; es va sancionar la Llei de Registre Civil i, després de la celebració del primer Congrés Pedagògic Nacional, va impulsar la Llei 1420 d'Educació, que establia l'obligatorietat i gratuïtat de l'educació primària, a més que aquesta havia de ser de caràcter laic, i es prohibeix a les escoles públiques impartir educació religiosa. Un dur enfrontament amb el Nunci apostòlic, el monsenyor Luigi Matera, que s'oposava a aquestes reformes, va acabar amb l'expulsió d'aquest i la ruptura de fet de les relacions amb la Santa Seu. Com a resposta, es va formar una agrupació política catòlica, liderada per José Manuel Estrada, que va pretendre enfrontar l'hegemonia liberal i anticlerical del grup governant.
No obstant això la resistència dels dirigents catòlics al que es considerava una sèrie d'atacs a la religió tradicional, es van realitzar grans progressos pel que fa a l'alfabetització de la població; a la seva arribada existien 1.214 escoles públiques a tot el país, llegant al seu successor un total de 1.804; les escoles normals, destinades a educar mestres, van passar de 10 a 17, el total de docents va augmentar de 1.915 a 5.348, i el nombre total d'alumnes va passar de 86.927 a 180.768.

### Les darreres campanyes contra els indígenes
La Conquesta del Desert, obra de Roca però portada endavant sota el govern del seu antecessor Avellaneda, havia permès incorporar l'oest de la regió pampeana i el nord de la Patagònia al territori controlat per l'estat. Restaven incorporar la resta de la Patagònia i la regió de El Chaco, el que va ser el principal objectiu militar del govern de Roca.
Al nord patagó, successives campanyes llançades contra els últims grups maputxes independents, com les de 1881 i 1882, van permetre incorporar els actuals territoris de Neuquén i sud de Río Negro. Altres campanyes van permetre ocupar l'actual territori de Chubut, fins a la rendició final del cacic Sayhueque, el primer dia de l'any 1885.
A l'altre extrem del país, la conquesta del Chaco argentí, duta a terme durant els anys 1881 a 1889, va resultar més senzilla pel que fa al nombre d'indígenes a enfrontar, molt menor, però va enfrontar problemes seriosos de proveïment d'aigua i de sanitat dels expedicionaris. La campanya més important, portada endavant pel Ministre de Guerra Benjamí Victorica, va tenir lloc el 1884.
Tot i que la conquesta del Chaco no es pot considerar completa fins als últims anys del segle xix, la major part de la mateixa va tenir lloc sota el govern del general Roca.

### Els Territoris Nacionals

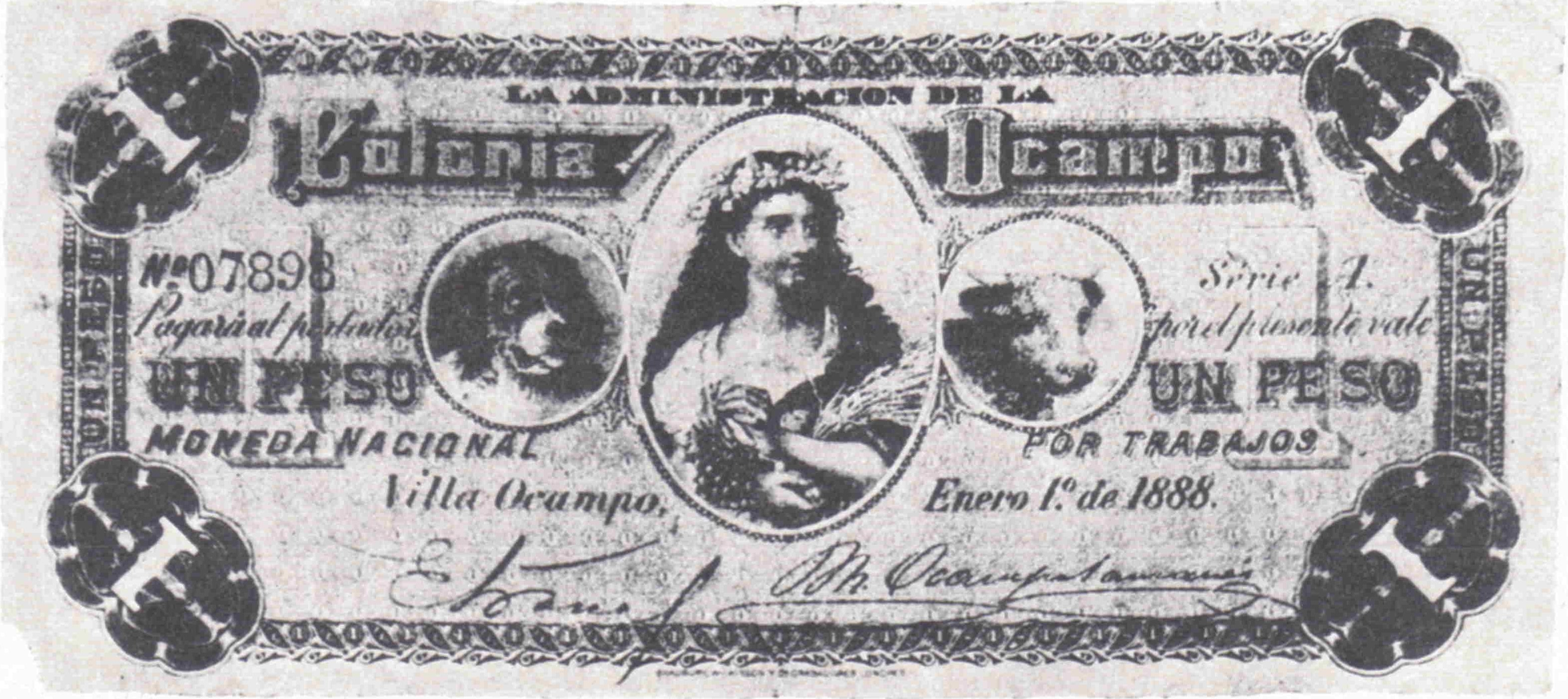
Un val de l'empresa La Forestal, que encunyava la seva pròpia moneda, i amb ell pagava el salari dels seus obrers

El 1884 es va sancionar la Llei 1532 de Territoris Nacionals, per la qual s'assignava al govern federal l'administració dels territoris que no pertanyessin a cap de les províncies i s'organitzava el govern de les mateixes; per la mateixa es van establir els territoris nacionals de Misiones, Formosa i Chaco al nord, i els de La Pampa, Neuquén, Río Negro, Chubut, Santa Cruz i Terra del Foc al sud. S'establia que els mateixos passarien a ser províncies, en igualtat amb les altres ja constituïdes, quan arribessin els 60.000 habitants.
Els nous territoris eren terres de frontera, on els habitants s'instal·laven on podien, fins que els propietaris (que compraven els seus camps a Buenos Aires) ordenaven el seu desallotjament. La situació dels indígenes era pitjor; se'ls reunia en reduccions, però (en molts casos) les mateixes eren venudes a Buenos Aires, per la qual cosa els indígenes havien de mudar-se, abandonant el poc que havien pogut construir.
Part dels territoris del nord estaven en mans de grans empreses que concentraven tot el poder a les seves mans; monopolitzaven el comerç, pagaven l'administració pública i de justícia, i tenien policia i moneda pròpies. Tal va ser el cas, per exemple, de La Forestal.
La situació no era gaire diferent al sud, on els estanciers monopolitzaven també el comerç i la producció llanera. L'única excepció va ser la colònia gal·lesa del Chubut, organitzada social i culturalment al marge de la societat argentina, però curosament controlada per les autoritats. A partir de 1884 van tenir fins i tot el seu propi ferrocarril.

### La política exterior
La principal preocupació en política exterior del govern de Roca va ser fixar els límits amb Xile, que mai havien estat fixats amb precisió. Amb aquesta finalitat es va signar a Buenos Aires el Tractat de Límits amb aquest país, de l'any 1881; pel mateix s'establia que «La línia fronterera correrà en aquesta extensió pels cims més elevats d'aquesta Serralada que divideixin les aigües i passarà per entre les vessants que es desprenen a un costat i altre ...» fins al paral·lel 52 º S; a partir d'allí es fixava que l'Estret de Magallanes seria enterament xilè, que només una fracció de l'illa Gran de Terra del Foc pertanyeria a l'Argentina, i que les illes situades al sud del canal de Beagle fins al cap Horn pertanyerien a Xile.

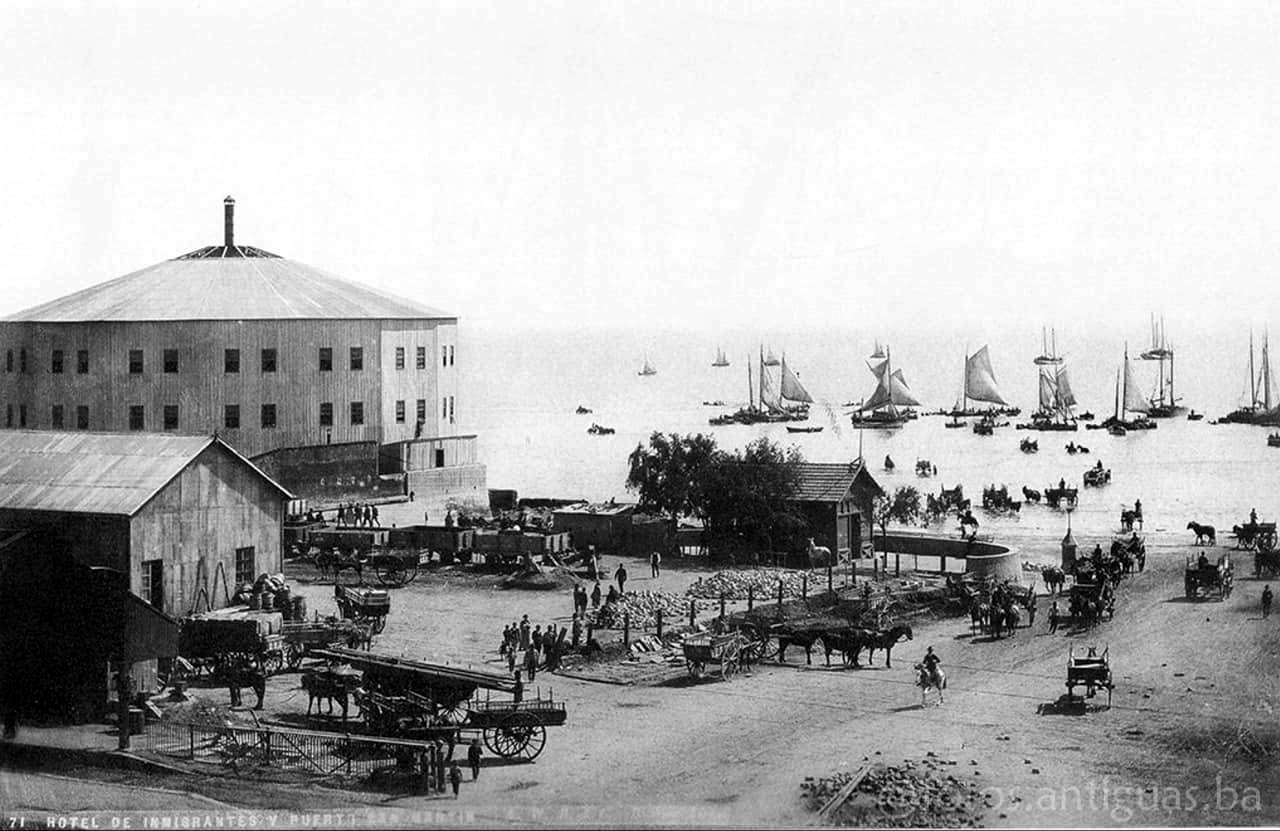
LHotel d'Immigrants (actual Retiro), 1880. Durant el govern de Roca va augmentar enormement la immigració europea. Entre 1883 i 1884, l'hotel va duplicar la seva capacitat d'allotjament de 4000 a 8000 persones.

Si bé el tractat va resultar un evident avanç, quedaven diversos temes sense resoldre; el primer era el de determinar els límits en les extenses àrees en què els «cims més elevats» no coincidien amb la divisòria d'aigües. El segon va sorgir com a conseqüència de la Guerra del Pacífic, durant la qual Xile va ocupar la Puna d'Atacama, que fins llavors havia pertangut a Bolívia; els límits entre aquest territori i l'Argentina no havien estat determinats encara, i no podien ser acordats seguint el tractat de 1881 per incloure àmplies conques endorreiques. Es va generar així un nou conflicte, que no es resoldria fins a l'any 1898.
En virtut del Tractat, corresponia a l'Argentina una part de la illa Gran de Terra del Foc. Una expedició, al comandament d'Augusto Lasserre, va visitar aquesta regió a l'octubre de 1883, ocasió en que va comprar al missioner britànic Thomas Bridges les seves instal·lacions sobre el canal de Beagle, data en què es considera que va quedar fundada la ciutat d'Ushuaia. Poc després es va iniciar el poblament del nord de l'illa, preferentment per cercadors d'or, entre els quals va sobresortir Julio Popper, un poderós empresari que va arribar a tenir policia i moneda pròpies.
També en relació amb aquest tractat, l'Argentina va procurar assegurar-se la possessió de les valls més rics dels Andes patagons; el governador del Territori Nacional del Chubut, Luis Jorge Fontana, va ocupar la Vall 16 d'Octubre, on va fundar la ciutat d'Esquel al costat dels colons gal·lesos, al mes d'octubre de 1885.
Dos anys després del final de la presidència de Roca es van fixar les normes per les quals es reglaria la delimitació exacta de la línia divisòria, allà on les dues parts estiguessin d'acord. Els avenços en la demarcació van ser molt lents.
Pel que fa a les relacions amb Europa, el govern pràcticament no va realitzar cap gestió; totes les relacions que es pretenien estrènyer eren comercials o d'immigració. Respecte a aquesta, es van signar acords amb diversos països per assegurar la continuïtat del flux immigratori cap a l'Argentina. Amb un decret de l'any 1881 es va iniciar la immigració jueva des de l'Imperi Rus, que va ser rebuda amb certa hostilitat pels argentins. En un primer moment, la immigració jueva va estar majoritàriament orientada a la colonització agrícola.
Els immigrants van incorporar des d'Europa els primers sindicats, dels que durant més d'una dècada només va ser important el de tipògrafs. La fundació del Club Vorwärts per part d'immigrants alemanys el 1882 va donar un nou impuls a les publicacions i estendre l'activitat sindical a altres sectors, especialment industrials i de la construcció; seva activitat intel·lectual es va dirigir a seguir els debats socialistes europeus. En 1890 es va fundar la primera central sindical, la Federació de Treballadors de la Regió Argentina.
Les relacions amb Gran Bretanya, excel·lents durant tota la seva presidència, van encoratjar Roca a reiniciar els reclams argentins per la sobirania sobre les illes Malvines, que havien estat iniciades en l'època de Rosas, però no havien estat formalment reclamades per cap govern de l'època de l'Organització Nacional.
A finals del seu mandat, el suport donat pel seu govern a José Miguel Arredondo durant la Revolució de Quebracho va generar un breu incident amb l'Uruguai, que es va solucionar amb la promesa (que mai es compliria) de castigar els responsables d'aquesta ajuda.

## La presidència de Juárez Celman (1886-1890)

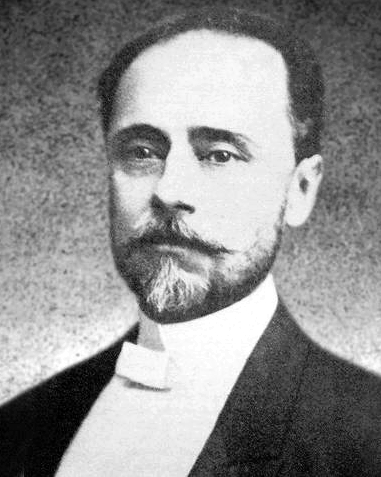
El president Juárez Celman

Tot i la manca de competència electoral real, els grups dirigents es van enfrontar sobre l'elecció del successor de Roca. Durant un temps, el president es va abstenir de pronunciar-se sobre el tema, el que va permetre al prestigiós Bernardo de Irigoyen recórrer el país en una campanya electoral encaminada a un triomf que es considerava segur. Aquesta gira va despertar forta resistència en algunes províncies, a causa de la qual cosa Roca va acabar per bolcar la seva preferència cap al seu concunyat, l'exgovernador cordobès Miguel Ángel Juárez Celman.
Per enfrontar la candidatura de Juárez Celman es va crear una heterogènia llista anomenada «Partits Units», que reunia a diversos dirigents descontents amb la mateixa, i van presentar com a candidat a Dardo Rocha, que va ser reemplaçat a últim moment per Manuel Ocampo; van obtenir la victòria a les províncies de Buenos Aires i Tucumán, però a la resta del país la victòria va consagrar president a Juárez Celman.
Durant la seva gestió es va sancionar i va entrar a regir el Codi Penal.

### L'unicat
En els primers anys del seu mandat, Juárez Celman va seguir la mateixa política de Roca, amb els seus acords amb els governadors, i fins i tot es va deixar guiar ostensiblement pel seu predecessor. Les seves polítiques internes, econòmiques i externes van ser plena continuació de les de Roca.
D'acord amb els acords amb Xile, es va signar un acord preliminar amb Bolívia, que fixava provisionalment el límit en el paral·lel 22 ° S fins al riu Pilcomayo.
Després de les eleccions legislatives de 1888, deixant de banda la influència de Roca, sotmetent a la seva autoritat a tot l'aparell burocràtic de l'estat (que fins llavors estava guiat per funcionaris que obraven amb gran autonomia del President) i sotmetent també a diversos governadors, Juárez Celman va dur endavant la política coneguda com l'Unicat, és a dir, la concentració de tot el poder polític i públic al President, com a Cap Únic de la Nació i del PAN.
Sota el govern negociador de Roca, les crítiques a l'escassa disposició del govern a governar democràticament havien refermat des de diversos grups dispersos. La pretensió de Juárez Celman d'eliminar les dissidències internes fent-se nomenar Cap Únic del PAN va afavorir la reunió de diversos grups, que van prendre una postura cada vegada més crítica de les formes polítiques de l'Unicat, tant en la premsa com en manifestacions als carrers. Des del punt de vista d'aquests crítics, la política de l'Unicat havia portat a un massiu desinterès de la població sobre els assumptes polítics; la població, tranquil·la pel que fa al il·limitat progrés econòmic que semblava albirar-se, no s'interessava per qui governava i encara menys pels mitjans que utilitzés per governar.
No obstant això, l'oposició no acabaria de aglutinar-se en cap moviment polític nou fins que la crisi econòmica acabés amb la sensació general de benestar.

### Augment privatista i crisi econòmica
Continuant en gran manera amb l'augment de l'especulació comercial i borsària del seu antecessor, Juárez Celman va accelerar el procés per mitjà d'una activa política privatista. Va concedir la construcció de desenes de ramals de ferrocarril i va sancionar la Llei de Bancs Garantits, que permetia establir bancs provincials i privats habilitats per emetre moneda. El resultat, combinat amb la irresponsabilitat fiscal del govern, va ser una escalada especulativa i d'emissió descontrolada que va portar al seu torn a un endeutament crònic dels bancs i l'augment dels costos financers. Els estats nacional i provincials i els bancs es van endeutar ràpidament, mentre un fort corrent d'ingressos de divises, especialment des de Gran Bretanya, alimentava la bombolla especulativa. A la Borsa de Comerç de Buenos Aires, fundada el 1885, 4000 operadors de borsa especulaven amb tota mena de papers públics i privats, que cada vegada tenien menys recolze.
Els mateixos cercles dirigents s'havien contagiat de l'augment especulatiu, i tant l'estat nacional com els estats provincials van especular amb els seus propis tresors i els seus actius. En particular, va resultar cridanera la privatització de l'empresa estatal més reeixida de la història argentina fins llavors, el Ferrocarril Oeste de Buenos Aires; la seva venda es va justificar justament sobre la base del seu superàvit operatiu i financer.
Però mentre seguís ingressant capital extern al sistema, aquest se sostenia i creixia a nivells inaudits; entre 1886 i 1890, l'economia nacional va créixer un sorprenent 44%. Durant la dècada del 1880, el 40% de tots els capitals britànics invertits a l'exterior van ser invertits a l'Argentina. La major part de les inversions externes van ser destinades a finançar la xarxa de ferrocarrils, que va sumar altres 3.800 km, fregant els 10.000 km d'extensió total. A més dels ferrocarrils, hi va haver també grans inversions en ports, entre ells els de Bahía Blanca, Rosario, i La Plata, i a Buenos Aires es va iniciar la construcció de Puerto Madero.
Els productors ramaders estaven en ple auge econòmic, amb l'extensió de sistemes productius mica més moderns (el filat s'havia estès per tot el país, i arribaven els primers molins de vent per aigua) i amb la incorporació de terrenys recentment guanyats al territori indígena. Les exportacions es van diversificar una mica, amb les exportacions de llana, carn congelada (el primer frigorífic s'havia instal·lat a 1881) i els cereals, la participació en les exportacions a finals de la dècada van arribar al 16% del valor total.
La situació financera va començar a entrar en crisi a finals de 1888, quan va fer fallida el Banc Constructor de La Plata. En una ràpida successió, diverses institucions financeres van haver d'afrontar crisi de pagaments, portant gairebé a la fallida a diversos bancs estrangers; quan la banca Baring Brothers va assumir els seus errors en invertir en la bombolla especulativa en què s'havia convertit l'Argentina, l'arribada de capitals exteriors va cessar completament, iniciant-se la fase més crítica de la crisi financera de 1890.

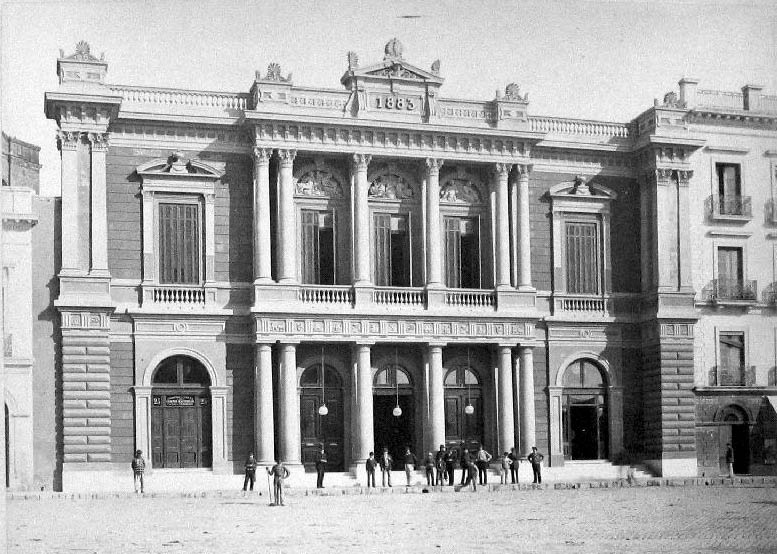
L'especulació diària a la Borsa de Comerç de Buenos Aires va causar una crisi econòmica el 1890, que al seu torn va generar una greu crisi política
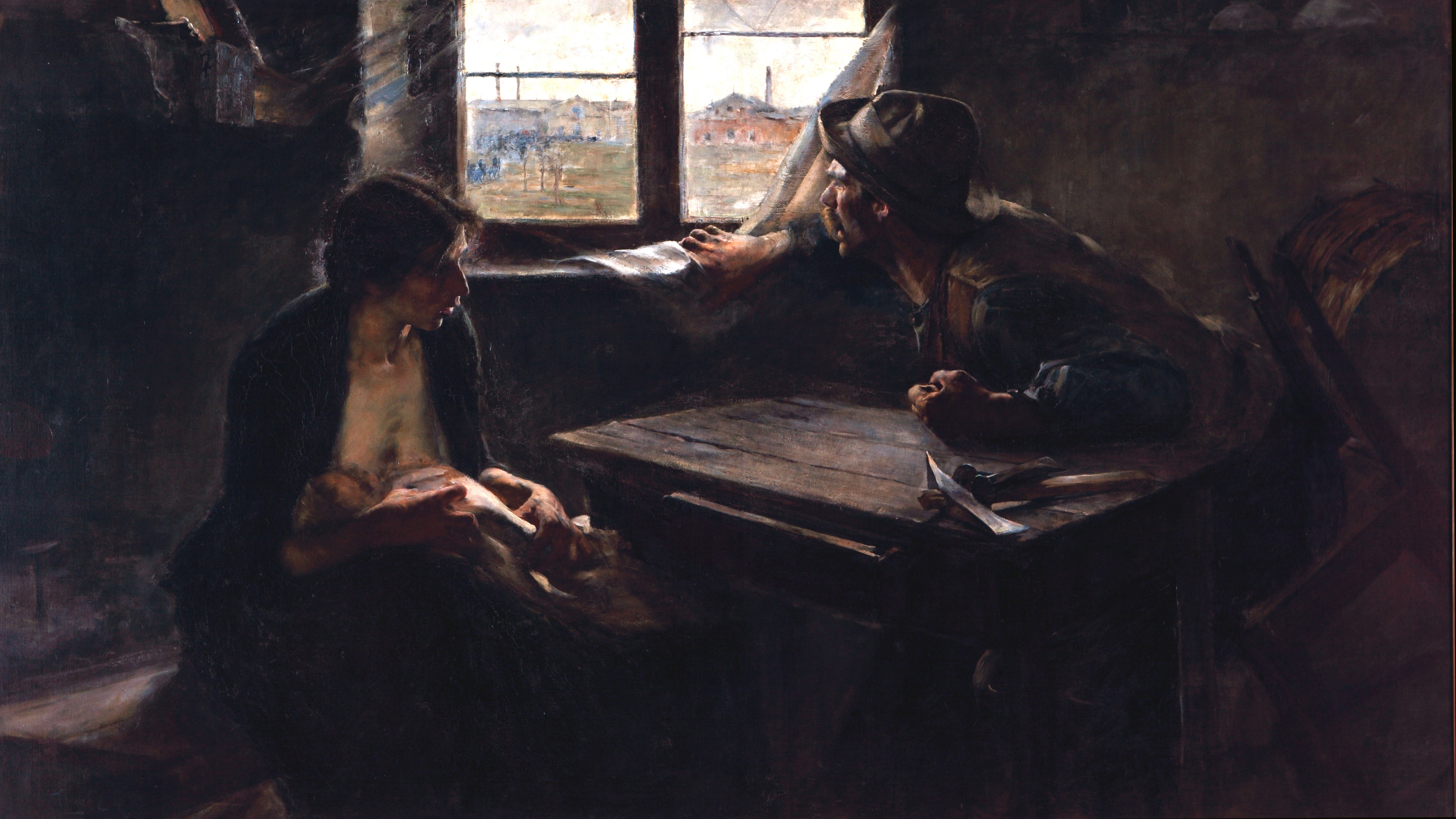
Sense pa i sense feina és un quadre d'Ernesto de la Cárcova que reflecteix la situació dels obrers el 1890

Poc després, l'Estat Argentí va entrar en suspensió de pagaments i va repudiar els deutes contrets pels Bancs Garantits i les províncies, amb el que de fet es va declarar en fallida, de la qual només sortiria diversos anys més tard.

### La Revolució del Parc

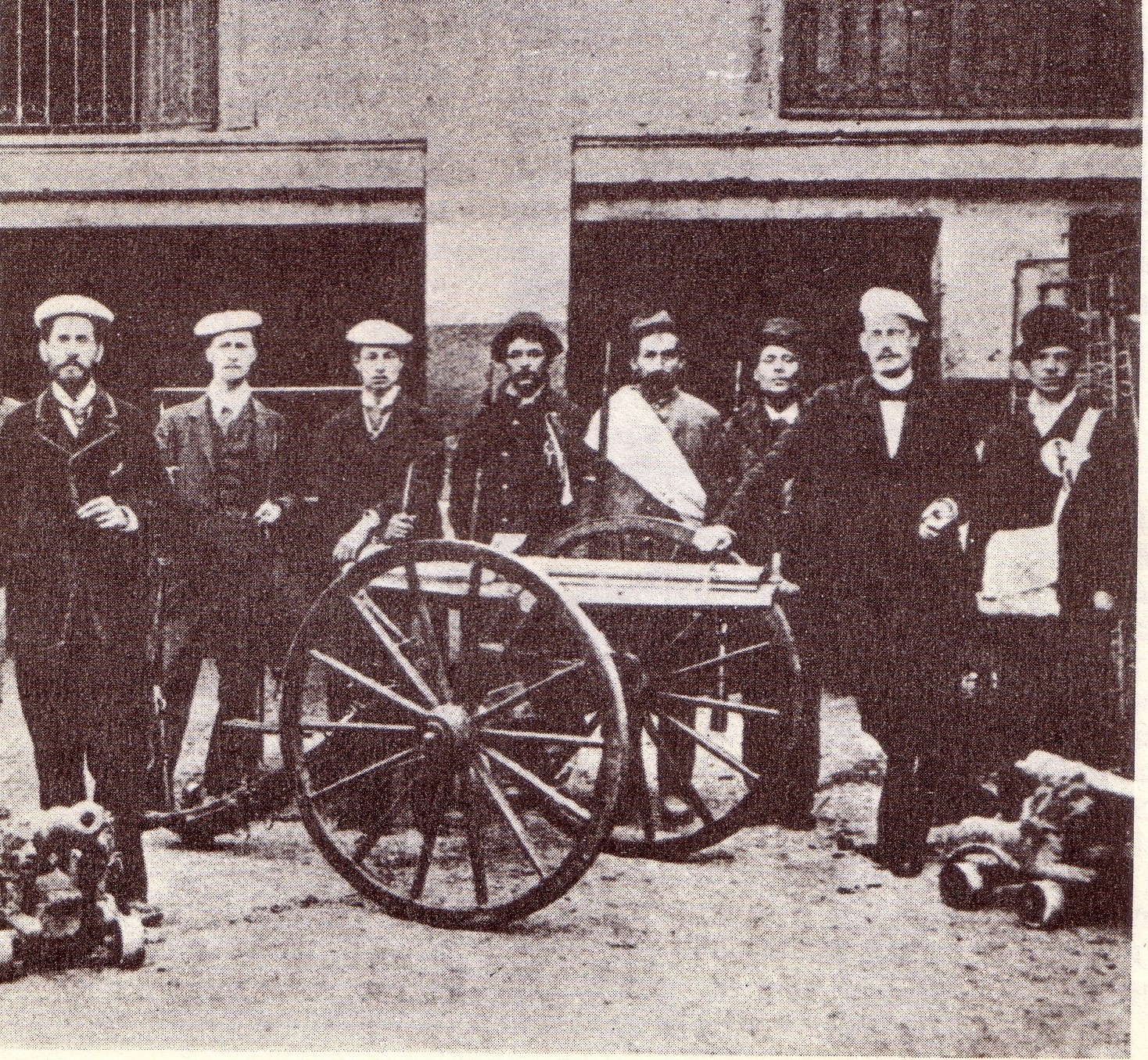
Revolucionaris del Parc al costat d'un canó

El 26 de juliol de 1890 es va produir un cop d'estat conegut com a «Revolució del Parc» dirigit per la recentment formada Unió Cívica, liderada per Leandro Alem, Bartolomé Mitre, Aristóbulo del Valle, Bernardo de Irigoyen i Francisco Barroetaveña, entre d'altres, que perseguia el derrocament del govern encapçalat pel president Miguel Juárez Celman.
El cop va ser precedit per una greu crisi econòmica que s'havia perllongat per dos anys, així com denúncies de corrupció i autoritarisme pels seus opositors. Es van formar una Junta Revolucionària i una lògia militar coneguda com la Lògia dels 33 oficials. Entre els seus líders hi havia el subtinent José Félix Uriburu, que 40 anys més tard encapçalaria el cop d'estat que va enderrocar a Hipólito Yrigoyen.
El pla era que les forces rebels es concentrarien al Parc d'Artilleria i la flota bombardejaria la Casa Rosada i la caserna de Retiro. Alhora, grups de milicians havien de prendre presoners al president Juárez Celman, el vicepresident Pellegrini, al ministre de Guerra Levalle, i al president del senat Julio Argentino Roca, i tallar les vies de ferrocarril i telegràfiques.
Aquest dia, l'aixecament va començar en la matinada del 26 de juliol de 1890. Un regiment cívic armat va prendre l'estratègic Parc d'Artilleria de la Ciutat de Buenos Aires (on avui s'aixeca l'edifici de la Cort Suprema de Justícia), ubicat 900 metres de la casa de govern, i simultàniament altres contingents revoltats van marxar cap allà des d'altres punts. Alhora es va revoltar la major part de l'esquadra naval ubicada al port de La Boca de Riachuelo, al sud de la Casa Rosada, després d'un cruent enfrontament armat. Les tropes revolucionàries comptaven amb el suport de civils armats organitzats en «milícies cíviques». El lloc principal on es van concentrar les forces del govern va ser al Retiro, a la zona nord-est de la ciutat. Allà hi havia un important caserna en el lloc en que avui es troba la Plaça San Martín i la terminal de ferrocarril de Retiro, estratègica per portar les tropes situades en les províncies. A Retiro es van instal·lar des de les 6.00 h els homes clau del govern: el president Miguel Juárez Celman, el vicepresident Carlos Pellegrini, el president del Senat Julio Argentino Roca, el ministre de Guerra, general Nicolás Levalle (qui prendria el comandament directe de les tropes lleials), i el Cap de Policia coronel Alberto Capdevila.
Una vegada que el govern es va trobar reunit a la caserna de Retiro, Juárez Celman va sortir de Buenos Aires aconsellat per Pellegrini i Roca que d'aquesta manera van quedar a càrrec del comandament polític.
Un cop concentrades les tropes revolucionàries al Parc d'Artilleria, el general Manuel J. Campos va canviar el pla establert la nit anterior, i en lloc d'atacar les posicions del govern i prendre la Casa Rosada, va donar l'ordre de romandre a l'interior del parc. La gran majoria dels historiadors atribueix la decisió a un acord secret entre Campos i Roca; aquest últim hauria fomentat la revolta per provocar la caiguda del president Juárez Celman, però evitant un triomf dels rebels que hagués instal·lat a Leandro Alem com a president provisional.
La flota revoltada es va situar darrere de la Casa Rosada i va començar a bombardejar a l'atzar la caserna de Retiro, la Caserna de Policia i la zona limítrofa al sud de la ciutat, i la Casa Rosada. La lluita va continuar fins al 29 de juliol en què els rebels es van rendir amb la condició que no prenguessin represàlies amb els revolucionaris. La quantitat de víctimes causades per la Revolució de 1890 mai ha estat ben establerta. Diferents fonts parlen des de 150 fins 300 morts, o en forma indiscriminada de 1.500 baixes sumant morts i ferits
El 6 d'agost de 1890, Miguel Juárez Celman va renunciar a la presidència i va ser reemplaçat pel vicepresident Carlos Pellegrini, que va nomenar com el seu ministre de l'Interior a Julio Argentino Roca, que va ser el que políticament més es va enfortir amb el cop frustrat.

## La presidència de Pellegrini (1890-1892)

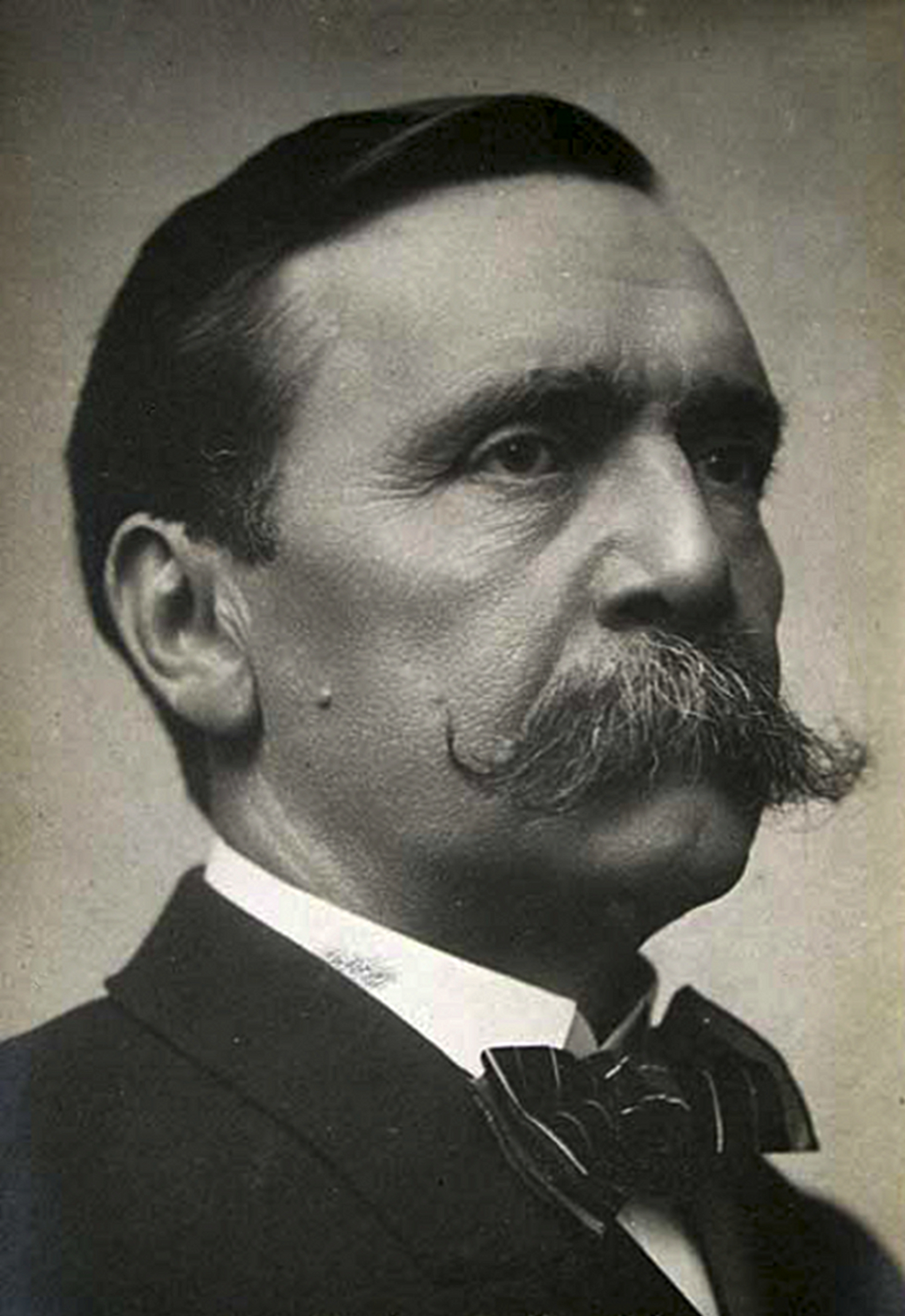
El president Carlos Pellegrini

El país estava sotmès als efectes de la crisi; els ingressos fiscals a penes arribaven al 70% respecte a anys anteriors, els bancs (els que no havien trencat, que havien estat diversos) paralitzats, i la moneda continuava depreciant. Les primeres mesures van ser destinades a pal·liar la situació fisca; es va encarregar a un grup d'homes de negocis subscriure un emprèstit per 15 milions de pesos, i de seguida es va enviar a Victorino de la Plaza a Londres, a negociar els termes i venciment del deute públic (amb prou feines va aconseguir una moratòria de la Banca Rothschild).
Simultàniament, el seu ministre d'Hisenda, Vicente Fidel López, va aplicar estrictes mesures d'austeritat pública, començant per la suspensió de gairebé tota l'obra pública, i nacionalitzar algunes empreses privatitzades pel seu antecessor, els adjudicataris eren incapaços de complir els seus contractes. També va augmentar les taxes a les importacions, el que va augmentar significativament els ingressos fiscals.
El 1891 va crear el Banc de la Nació Argentina, de capitals mixtos, que va permetre sanejar el sistema financer en ser un banc nou, que no carregava amb els deutes dels que havien subsistit a la crisi. Després d'un període de restricció monetària, va tornar a augmentar els diners circulant, per no complicar les transaccions.
A fins d'aquest any es van reiniciar algunes obres públiques, com ara el Museu Històric Nacional, l'Escola Superior de Comerç Carlos Pellegrini i el Jardí Botànic de Buenos Aires.
Si bé la recuperació econòmica no va ser evident fins després d'acabat el seu govern, els historiadors solen considerar que van ser les seves mesures econòmiques les que van permetre al país sortir de la crisi. L'altre factor crucial va ser l'augment sistemàtic de la superfície sembrada, que va compensar amb escreix la restricció temporal en els preus de les carns i cereals.
Entre els efectes de la crisi i de la política adoptada per a la seva solució, és de destacar la tendència a la concentració empresària; les abundants empreses petites van ser en la seva major part absorbides per les grans, com va passar per exemple en el cas dels ferrocarrils.

### La successió presidencial
Durant el seu mandat van sorgir tres partits independents del PAN. D'una banda, el Partit Modernista, liderat per Roque Sáenz Peña; com la principal candidatura era la de Bartolomé Mitre, candidat de la Unió Cívica a la presidència, Julio Argentino Roca es va reunir amb aquest i li va prometre que el PAN li donaria els seus vots a canvi d'unir les seves llistes de candidats a diputats i senadors. Era una jugada mestra de Roca, que prosseguia la «política de l'acord», per evitar la competència electoral. La major part de la Unió Cívica, guiada per Leandro N. Alem, va rebutjar l'acord; els seguidors de Mitre es van separar oficialment de la Unió Cívica, fundant la Unió Cívica Nacional, que durant deu anys continuaria amb la política de l'acord. Per la seva banda, els seguidors d'Alem van fundar la Unió Cívica Radical, dirigida per Leandro N. Alem.
La fórmula del triomf semblava consolidada, però Roca va decidir no córrer cap risc; va convèncer llavors a Mitre que tots dos havien de mostrar-se prescindents, i a continuació va convèncer el pare de Roque Sáenz Peña, Luis Sáenz Peña (un jurista amb molt escassa vocació política) de ser el candidat oficialista a la presidència. El fill va renunciar a la seva candidatura presidencial per no enfrontar-se amb el seu pare.
La posició del govern era cada vegada més sòlida, però Roca encara volia anar més enllà; va convèncer a Carlos Pellegrini d'arrestar a Alem i els principals dirigents radicals, acusant-los d'haver planejat una sagnant revolució. Pres el candidat presidencial de la UCR, les eleccions es van fer sense una altra llista que l'oficialista; Luis Sáenz Peña i José Evaristo Uriburu van ser elegits president i vicepresident per unanimitat del Col·legi Electoral. No hi va haver frau electoral, però tampoc hi va haver realment una elecció presidencial.

## La presidència de Luis Sáenz Peña (1892-1895)

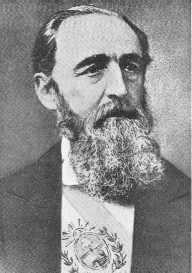
El president Luis Sáenz Peña

Sáenz Peña va iniciar el seu mandat convençut que la seva missió era acabar de sortir de la crisi. El seu ministre d'Hisenda, Juan José Romero, va decidir no contraure nous deutes, i va renegociar els existents a Londres personalment; la situació financera va obligar els banquers a acceptar les condicions imposades per Romero, que va aconseguir algunes remissions de deutes en el capital i un termini una mica més llarg. Per a mitjans de 1893, la crisi es podia considerar acabada. Durant el seu mandat, el Ministeri d'Obres Públiques va aconseguir expandir la xarxa ferroviària, al punt que totes les capitals de província (excepte La Rioja) van quedar vinculades pels rails. Les ciutats de Buenos Aires, Rosario i Santa Fe van acabar els seus ports, i la capital va obrir l'Avinguda de Mayo, que durant més de mig segle seria l'aparador de la gran ciutat.
El 1894 es va sancionar la Llei 1894, que cedia grans porcions del Territori Nacional del Chaco a les províncies veïnes, beneficiant especialment a la Província de Santa Fe.
La situació política es tornava cada dia més inestable, davant l'evident incapacitat del president; Sáenz Peña va canviar diverses vegades tot el seu gabinet de ministres, buscant infructuosament evitar les crítiques periodístiques. La situació es va propagar a les províncies interiors, en diverses de les quals els governs van ser enderrocats, de manera que la inestabilitat va augmentar. Sáenz Peña, cada vegada més desorientat, va provar totes les aliances possibles, i finalment (davant la imminència d'una revolució radical) va nomenar Ministre de l'Interior a Aristóbulo del Valle (cofundador, al costat d'Alem de la Unió Cívica Radical). Aquest el va convèncer de desarmar les Guàrdies Nacionals, amb la finalitat aparent d'evitar noves revolucions, però pocs dies més tard va esclatar la revolució radical de 1893.
Desarmats els governs de província, els revolucionaris (dirigits per Hipòlito Yrigoyen) van aconseguir enderrocar a diversos d'ells, inclosos els de Buenos Aires, Santa Fe i La Plata, on es va arribar a implementar un govern provisional que va durar nou dies; allà les tropes revolucionàries van ser ovacionades pels pobladors de la ciutat. Les indecisions de Del Valle i els desacords entre Alem i el seu nebot Yrigoyen van fer fracassar el moviment, en ser vençudes les seves tropes per l'Exèrcit nacional. Però la UCR havia estat a punt de triomfar i havia mostrat una capacitat d'organització política inusual. Poc després moria sobtadament Del Valle, i dos anys i mig més tard se suïcidava Alem; la UCR va passar a estar controlada totalment per Yrigoyen.
A l'any següent, la UCR intentava, finalment, participar en les eleccions; va obtenir el triomf en la Província de Buenos Aires, encara que l'aliança de roquistes i mitristes va portar al govern provincial a Guillermo Udaondo. A l'interior, el govern triomfava a tot arreu gràcies a un escandalós frau i la violència sobre els radicals. Vençuts a les urnes, i sense cap perspectiva de triomfar en eleccions arreglades per Roca i el seu cercle, els radicals es van tancar en una abstenció electoral absoluta.
Però Sáenz Peña ja no controlava ni als seus ministres, que governaven d'acord amb les indicacions de Roca i Pellegrini. A mitjans de gener de 1895, van presentar les seves renúncies en massa. El dia 22, Sáenz Peña va presentar la seva renúncia, que va ser rebuda amb alleujament per l'opinió pública.

## La presidència d'Uriburu (1895-1898)

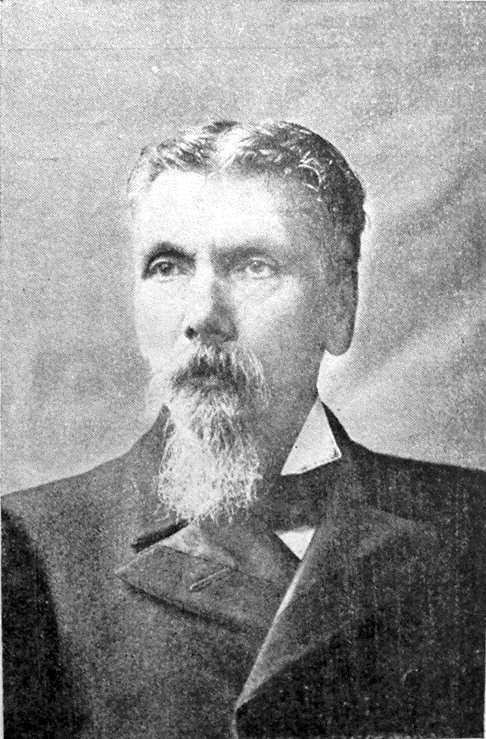
El president José Evaristo Uriburu

Mancat d'un grup polític que li donés suport, el nou president depenia enterament de Roca, en aquells dies president provisional del Senat. No obstant això, tenia una experiència i un sentit polític molt marcades, que li van permetre portar endavant un govern estable i respectat per tots. Una de les seves primeres mesures va ser una amnistia per als participants de les dues revolucions radicals, la qual li va guanyar l'agraïment de molts dels implicats.
Durant el seu mandat, impulsat per un fort superàvit fiscal, el govern va iniciar una etapa d'inversions públiques. Diverses obres que havien quedat detingudes des de cinc anys enrere es van acabar durant la seva gestió.
Allunyat el perill de les revolucions radicals (especialment després de les morts de Del Valle i Alem) i acabades totes les campanyes contra els indígenes, el president va decidir adaptar l'Exèrcit i l'Armada a les necessitats de les úniques hipòtesis de conflicte possibles; és a dir, a un possible escenari bèl·lic internacional. Els cinc anys de la crisi havien causat un notable retard en l'actualització de l'armament de les dues forces armades, de manera que Uriburu va decidir iniciar un rearmament massiu, amb la compra d'armament modern i de diversos vaixells. També va ordenar la creació de la base naval de Puerto Belgrano, prop de Bahía Blanca.
A l'octubre de 1895 es va sancionar una llei que regulava l'obligatorietat del servei a la Guàrdia Nacional per a tots els joves que complissin 20 anys. Era un pas previ al servei militar obligatori.

### Els conflictes amb Xile i Brasil
La combinació dels retards que s'observaven a la demarcació dels límits sobre la Serralada dels Andes i les notícies sobre el rearmament de les forces armades argentines van alarmar als sectors més bel·licistes de l'opinió pública de Xile. El mateix ministre de Relacions Exteriors d'aquest país i el seu ambaixador a Buenos Aires participaven de les intencions bel·licistes; aquest últim va arribar a aconsellar atacar l'Argentina com més aviat millor, avançant-se a l'arribada de nous vaixells. Però, després de diverses setmanes d'escalada bel·licista a la premsa de tots dos països, quan ja es pressentia la imminència d'una guerra, el president xilè Errázuriz i el seu parell argentí es van pronunciar enèrgicament a favor de la pau.
D'altra banda, Uriburu va ordenar a la Comissió Demarcadora dels límits d'ambdós països no aturar-se en cap moment; cada vegada que sorgís una discrepància, s'elevaria als perits i la Comissió continuaria el seu camí, marcant els llocs on no l'hagués; si els perits no aconseguien conciliar les seves discrepàncies (el perit per la part argentina era Francisco P. Moreno) es demanaria un laude arbitral sobre aquest punt al rei d'Anglaterra. La demarcació de límits va prendre finalment gran velocitat.
Un altre conflicte que es va solucionar durant la presidència d'Uriburu (en perjudici de la Argentina) va ser el que existia amb Brasil pel límit oriental del Territori Nacional de Misiones. El 1895, el president estatunidenc Cleveland va atorgar la totalitat del territori en disputa a Brasil.

## La segona presidència de Roca (1898-1904)

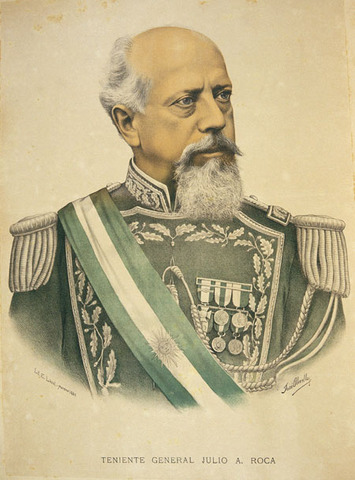
En assumir la seva segona presidència, Roca semblava prematurament ancià

La condició tàcita per al suport de Roca a Uriburu era que aquest no s'interposés en les ambicions del general de tornar a ser president. I això va ser exactament el que va passar: Roca va organitzar a tot el país acords entre cúpules i eleccions fraudulentes, que el van fer President.
Totes les províncies li responien excepte una, la província de Buenos Aires, on el control per part de la premsa va impedir el frau i la pressió sobre els electors, i va triomfar el radical Bernardo de Irigoyen. Però aquesta oposició li era útil a Roca, i a aquesta candidatura havia dividit els radicals entre l'ala que va preferir participar en les eleccions i l'ala revolucionària dirigida per Hipólito Yrigoyen, que es va aferrar fermament a l'abstenció. Malgrat que tots dos grups compartien la sigla partidària, des de llavors es van separar progressivament, ja que l'ancià governador va entrar en successius acords polítics amb el roquisme.
Un cop arribat al govern, Roca es va mostrar com un polític indecís i desorientat; els fets més rellevants el prenien per sorpresa i les seves respostes estaven més dirigides a desviar l'atenció dels seus contendents que a respondre als fets mateixos.
El seu ministre d'Instrucció Pública, Osvaldo Magnasco, va projectar crear gran quantitat d'escoles tècniques i agrotècniques, de les que fins llavors existien molt poques. L'intent va ser rebutjat pel Congrés, i Magnasco va haver de renunciar després d'haver creat tot just unes desenes d'escoles tècniques.
Per iniciativa del ministre de Guerra de Roca, Pablo Riccheri, es va establir el servei militar obligatori per la Llei 4031.
També es va iniciar una accelerada modernització de l'Exèrcit, i es van adquirir noves bases militars, com Campo de Mayo, amb la intenció d'evitar que les casernes dins de la Capital fossin instrument per revolucions militars. Es va refundar el Regiment de Granaders a cavall que havia creat el general José de San Martín, per funcionar com a escorta del President de la Nació.

### Política exterior

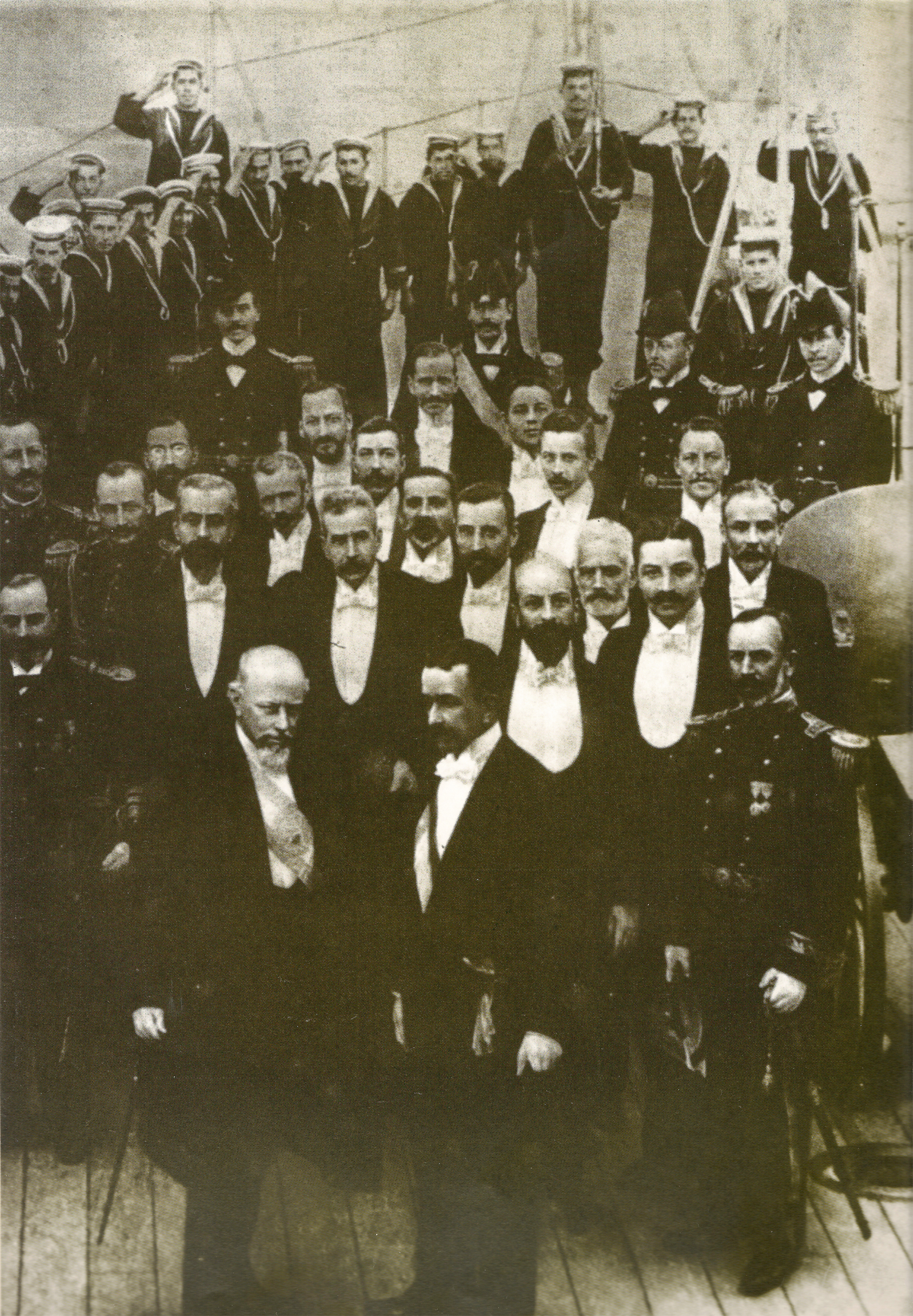
Els presidents Roca i Errázuriz a l'Estret de Magallanes

A menys de tres mesos d'iniciat el seu govern, Roca emprèn un viatge al sud del país; el primer pas va ser una breu visita a la colònia gal·lesa del Chubut. Va seguir la seva navegació fins a Ushuaia, posteriorment va prosseguir viatge pel canal de Beagle cap a l'oest, continuant després per l'Estret de Magallanes fins a Punta Arenas, on es va entrevistar amb el president xilè Errázuriz, en un gest que va servir per accelerar la resolució del litigi de la Puna d'Atacama, el qual es va resoldre amb un laude arbitral del president estatunidenc James Buchanan, que aquest va saldar el 24 de març de 1899. Com a conseqüència d'aquest, l'any 1900 es va crear el nou Territori Nacional dels Andes.
A continuació va visitar l'Uruguai i Brasil, visites que van ser correspostes pels presidents d'aquests països, en un intercanvi sense més conseqüències.
El 1901, per iniciativa presidencial, el govern va tornar a establir les relacions diplomàtiques amb la Santa Seu i en els anys següents va fer diversos gestos d'acostament amb la jerarquia catòlica.
El 28 de maig de 1902, el seu representant a Xile va signar amb aquest país els anomenats Pactes de Maig, que limitaven la cursa armamentística amb aquest país, i acordava sotmetre a l'arbitratge de la corona britànica les diferències frontereres que ja s'havien suscitat i els que se suscitaran en el futur.
El desembre del 1902, el Canceller Luis María Drago va iniciar una àmplia campanya per repudiar l'atac militar per part del Regne Unit i l'Imperi alemany a les costes de Veneçuela com a reclam del pagament de deutes, establint la Doctrina Drago, principi d'acceptació universal des llavors, que prohibeix que el deute públic pugui donar lloc a una intervenció armada, i menys encara a l'ocupació material del territori de les nacions deutores.
A principis de 1904 es va signar amb Bolívia un protocol sobre límits, que fixava amb més precisió els establerts el 1888, passant la localitat de Yacuiba a pertànyer a aquest país. Els límits definitius serien establerts el 1925.
També en 1904, l'Argentina va iniciar l'ocupació del primer establiment permanent en territori antàrtic, en establir una base a les illes Òrcades del Sud. La Base Òrcades ha estat ocupada per l'Argentina fins al dia d'avui, el que podria crear precedents pel que fa a reclams de sobirania sobre una part de l'Antàrtida.

### Política econòmica
Durant els últims anys del segle XIX i primers del segle XX es va produir el ràpid creixement d'algunes províncies en una economia nacional que, fins llavors, havia estat guiada únicament per les produccions de la regió pampeana. Així, la millora en les comunicacions va causar una ràpid increment de la producció vitivinícola a la província de Cuyo, mentre que les províncies de Tucumán i Salta podien vendre més fàcilment el sucre a les províncies litorals. Així mateix, altres produccions, com el cotó, provinent majoritàriament del Chaco, i l'herba mate, principal producció de Misiones, van tenir un gran augment en aquest període, en què la major part dels productes consumits van passar a ser d'origen nacional. També es van fer alguns esforços per desenvolupar la mineria, com el cablecarril que traslladava minerals des del Nevado de Famatina; els seus resultats serien descoratjadors.
En canvi, la llana, que havia aconseguit el seu preu màxim històric en els últims anys del segle xix, i que havia promogut un gran augment de la ramadera a la Patagònia, va iniciar un període de baixos preus a partir de 1900, de la qual mai es recuperaria del tot. De totes maneres, l'economia ja havia sofert importants canvis en la dècada anterior, deixant de girar al voltant de l'exportació de la llana per passar a dependre de les exportacions de carns vacunes (primerament congelades i després refredades) i de cereals, principalment blat, blat de moro i lli.
El ministre d'Obres Públiques Emilio Civit va iniciar una moderada reforma en la política de concessions ferroviàries, frenant l'expansió de les empreses privades, augmentant l'extensió de les línies estatals i exercint amb algun rigor el control de les tarifes de les empreses britàniques, que estaven conscientment dissenyades per perjudicar les produccions locals que poguessin competir amb les britàniques.
Però si aquesta gestió va tenir un aspecte contrari a la tendència liberal acceptada per tothom, va ser l'única en aquest sentit; la construcció del Port de Rosario va ser concessionada a una empresa privada a canvi del 40% dels ingressos de duana que generés, i es va permetre a algunes empreses ferroviàries privades unificar-se, conservant els privilegis de la més afavorida.
La situació econòmica era per altres beneficiosa, per la qual cosa el president va voler aprofitar l'ocasió per reorganitzar la situació financera i unificar els deutes externs. Però la situació econòmica es va complicar quan es va iniciar una ràpida baixa del valor del paper moneda en relació amb l'or. En resposta, el senador Pellegrini va presentar i va defensar la Llei de Conversió, que era un primer pas per al retorn a la lliure convertibilitat.

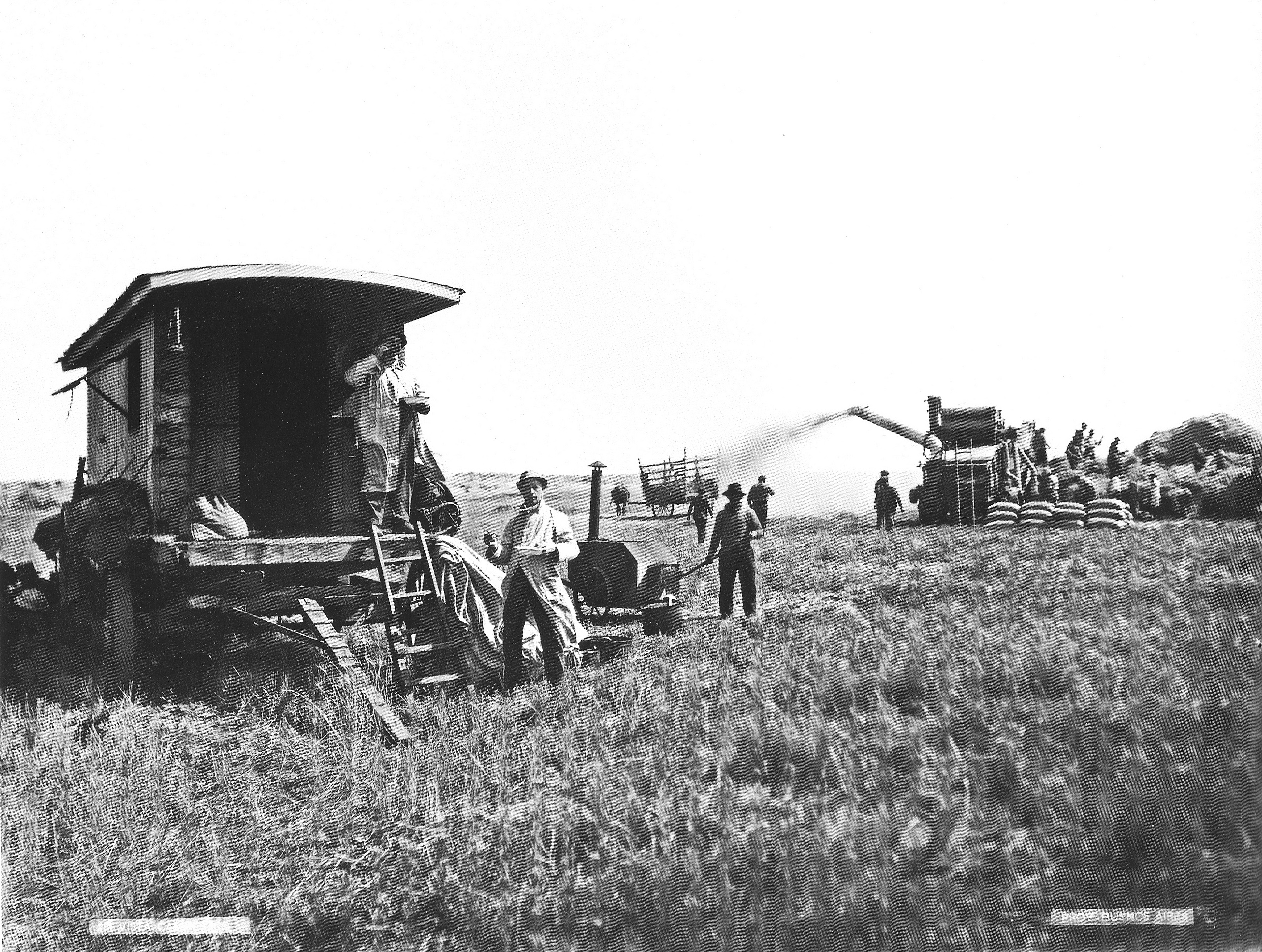
La producció de cereals va reemplaçar gradualment a la ramaderia ovina com a pilar de l'economia argentina des de la crisi de 1890
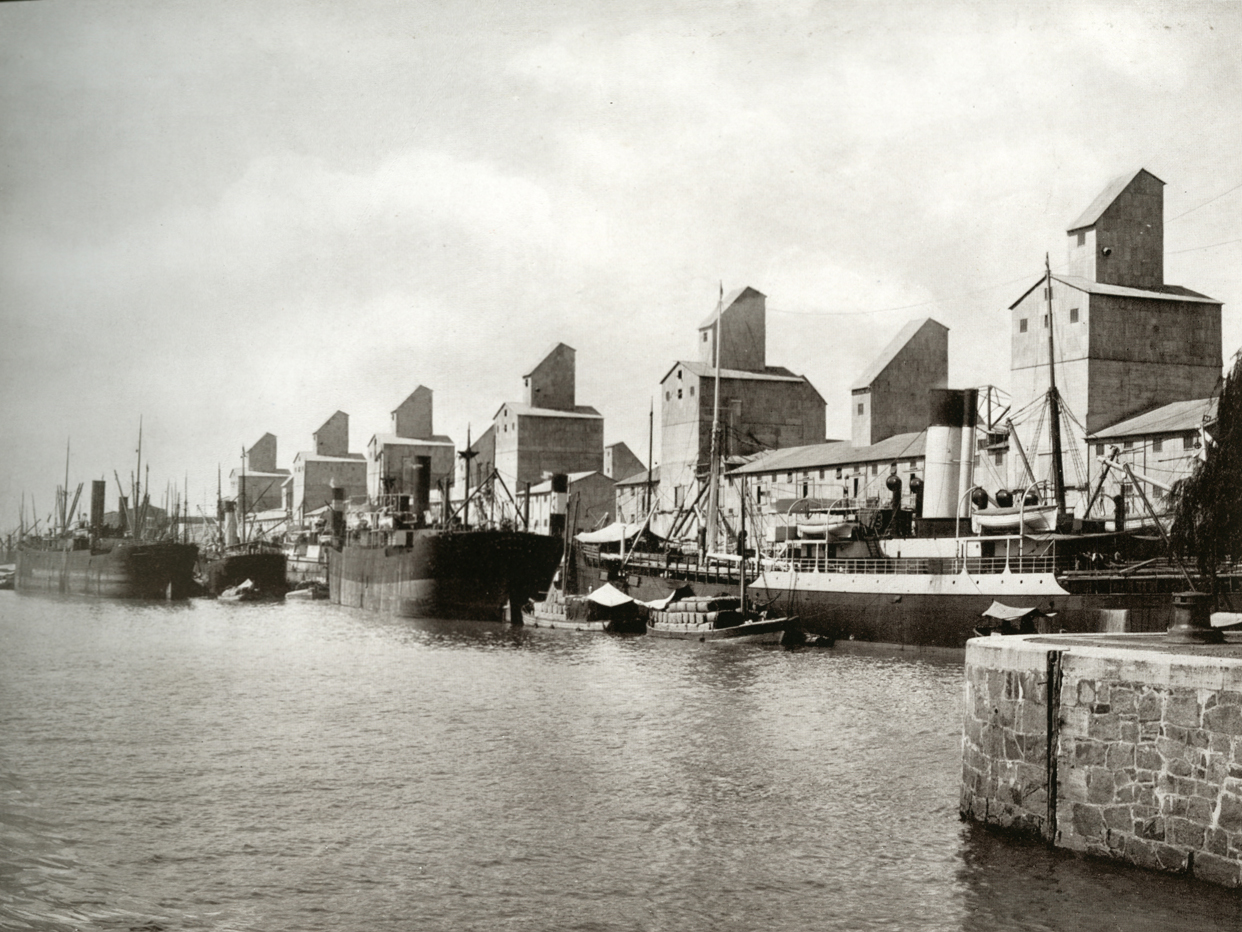
La major part dels grans s'exportaven; a la imatge, les sitges de cereals de Puerto Madero, a Buenos Aires

Dos anys més tard, el mateix Pellegrini va ser encarregat pel president d'iniciar gestions a Europa per unificar el deute extern del país; havia de canviar un deute de 392 milions de pesos or a diferents taxes per una altra de 435 milions al 4%. Segons Pellegrini, això significaria un estalvi net de 10 milions, però l'opinió pública va entendre que s'augmentava la suma total en 43 milions.
Quan el projecte va ser presentat al Senat, va ser aprovat per una escassa diferència dels senadors presents, perquè la major part dels seus opositors s'havia absentat. I en la discussió a la Cambra de Diputats, Pellegrini mateix va haver de confessar al diputat José Antonio Terry que el país es comprometia a girar diàriament a un compte especial en el Banc de la Nació el 8% dels ingressos diaris de la Duana. L'opinió pública va esclatar d'indignació, i el dia 4 de juliol, una gran quantitat d'estudiants va sortir al carrer (a Buenos Aires, Rosario i La Plata), per protestar contra el projecte i també contra l'absència d'una democràcia real. Va ser la manifestació opositora més gran que s'hagués vist fins llavors al país, i va concloure amb incidents de violència.
El govern va respondre demanant al Congrés la declaració de l'estat de setge, i de seguida el president va retirar el projecte d'unificació del deute, assignant-li l'autoria del mateix Pellegrini.
En resposta, Pellegrini va trencar amb Roca i va començar a formar un partit opositor. Això va provocar una crisi de gabinet i va obligar a Roca a reorganitzar el Partit Autonomista Nacional (PAN). Durant la resta del seu mandat, diverses vegades va haver de canviar de ministres.
Mentrestant, l'economia seguia creixent, moguda per un constant augment dels preus agropecuaris, que es mantenia des dels anys d'Uriburu.

### Reforma política
Al juny de 1896 s'havia format el Partit Socialista, com a resultat de complicades negociacions entre sectors sindicalistes i professionals d'idees d'esquerres; el seu primer president va ser el metge espanyol Juan B. Justo. Durant la resta del període conservador va portar endavant una activa prèdica a favor dels sectors obrers i va participar amb escàs èxit en les eleccions.
Sorprès per les protestes de juliol de 1901, Roca va decidir distreure l'opinió pública llançant un projecte de reforma política ideat pel ministre de l'Interior; a la recerca d'augmentar la representativitat dels diputats, es reemplaçava el sistema d'eleccions per llista completa per una divisió del país en circumscripcions, en cadascuna de les quals es triaria un diputat.
Després de la seva separació del PAN, Pellegrini va formar el Partit Autonomista, en què van començar a militar diversos dirigents que havien estat seguidors de Juárez Celman i els membres d'un efímer Partit Demòcrata, i al qual es va unir també Roque Sáenz Peña. Per la seva banda, els seguidors de Mitre havien abandonat la Unió Cívica Nacional per formar un nou partit, el Partit Republicà. Tot i la importància que la premsa els assignava, en les eleccions de 1902 (en què encara no s'havia aprovat el sistema uninominal)- tots dos partits van obtenir pobres resultats.
A la província de Buenos Aires, Marcelino Ugarte va derrotar el candidat de Roca i del governador Yrigoyen, amb el que va accedir al govern; seguida va reforçar la seva estructura cabdillista, va estendre les xarxes dels seus contactes, i va negociar la seva incorporació al Partit Nacional.
Roca va decidir controlar l'elecció del seu successor, per al que va convocar a una Convenció de Notables, que va discutir diverses alternatives. Després del fracàs de la gairebé segura candidatura de Felipe Yofre, aquesta va triar a un exmitrista, Manuel Quintana, i l'exgovernador cordobès José Figueroa Alcorta per vicepresident.
La Llei de circumscripcions uninominals es va aplicar només a l'elecció de diputats nacionals i electors de president en l'any 1904. No va tenir efectes notables en la distribució de càrrecs polítics, amb la sola excepció de l'elecció del primer diputat socialista d'Amèrica Llatina, Alfredo Palacios. Per la seva banda, Quintana va ser escollit per aclaparadora majoria, en unes eleccions en què el nombre de vots només va augmentar significativament a la província de Buenos Aires i la ciutat de Buenos Aires.

## La presidència de Quintana (1904-1906)

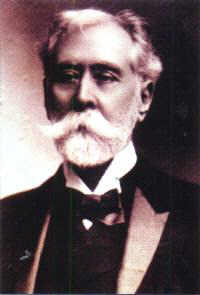
Manuel Quintana va ser el president de més edat del període

El govern de Quintana va ser una simple continuació dels anteriors. Les seves polítiques exteriors i econòmiques van seguir les realitzades per Roca.
La major part de les seves accions distintives (i els seus problemes) van tenir lloc en la política electoral i partidària. En primer lloc, Quintana no estava d'acord amb el sistema uninominal, ja que no s'havia modificat el sistema de clientelisme ni la pressió sobre els votants; de manera que va enviar un projecte proposant un padró únic i universal (basat en els registres del servei militar) i l'obligatorietat del vot. Però el projecte va ser modificat en tot, menys en l'eliminació del sistema uninominal; va resultar un complet retorn al sistema anterior, amb tots els seus defectes.
Des de la derrota de 1893, i més encara des de la divisió entre «bernardistes» i seguidors d'Hipólito Yrigoyen, ningú tenia en compte seriosament a la UCR com un partit amb possibilitats d'accedir al poder. Però de sobte, la UCR va reaparèixer mostrant una organització política i territorial molt superior a la de l'oficialisme, i una gran decisió revolucionària, en la revolució radical de 1905, en què van estar implicades diverses unitats de l'Exèrcit. Esclatada el 4 de febrer d'aquest any, va tenir un èxit relatiu a Buenos Aires, Rosario, Córdoba, Bahía Blanca i Mendoza, però va ser ràpidament sufocada. Malgrat el fracàs revolucionari, el radicalisme havia mostrat novament la seva importància.
A finals de 1905, la salut de Quintana va decaure ràpidament, de manera que el vicepresident Figueroa Alcorta es va fer càrrec permanentment de la presidència a finals de gener de l'any següent; Quintana va morir el 12 de març de 1906.

### L'intent de cop d'Estat del 4 de febrer de 1905
El 1897, Hipólito Yrigoyen, en desacord amb de Bernardo de Irigoyen, va dissoldre el Comitè de la UCR de la província de Buenos Aires, a causa de la qual cosa el partit va deixar pràcticament d'existir. Això va determinar la formació d'un nucli de radicals que reconeixen com a cap a Hipólito Yrigoyen, qui el 1903 va començar la refundació i reorganització del partit. El 29 de febrer de 1904, el Comitè Nacional de la UCR va declarar l'abstenció electoral a tot el país en les eleccions de diputats de la Nació, de senador per la capital, electors de president i vicepresident de la Nació, i va anunciar la lluita armada. En el govern estava Manuel Quintana, representant del Partit Autonomista Nacional.
El 4 de febrer de 1905, a la Capital Federal, Campo de Mayo, Bahía Blanca, Mendoza, Córdoba i Santa Fe, es va produir l'alçament armat amb el propòsit d'enderrocar a les autoritats que, per la seva banda, estaven al corrent de la conspiració i van decretar l'estat de setge a tot el país, per noranta dies.
A la Capital Federal, els colpistes van fallar en no poder assegurar el control de l'arsenal de guerra de Buenos Aires quan el general Carlos Smith, cap de l'Estat Major de l'Exèrcit, va desplaçar als soldats yrigoyenistes. Les tropes lleials i la policia van recuperar aviat les comissaries preses per sorpresa i els cantons revolucionaris.
A Córdoba, els rebels van capturar al vicepresident José Figueroa Alcorta i van amenaçar matar-lo si no renunciava el president Manuel Quintana; aquest no va cedir i l'amenaça no va ser executada. També van capturar al diputat Julio Argentino Pascual Roca, i Francisco Julián Beazley, excap de policia de Buenos Aires, però no a l'expresident Julio Argentino Roca, que va aconseguir escapar a Santiago del Estero. A Mendoza, els rebels es van dur 300.000 pesos del Banc de la Nació i van atacar les casernes defensades pel tinent Basilio Pertiné. Les tropes revoltades a Bahía Blanca i altres llocs ni van tenir perspectiva, ni van trobar ressò en el poble. Només van continuar els combats a Córdoba i Mendoza fins al 8 de febrer, però finalment els alçats van ser derrotats i enjudiciats rebent penes de fins a 8 anys de presó i enviats al penal d'Ushuaia.

## La presidència de Figueroa Alcorta (1906-1910)

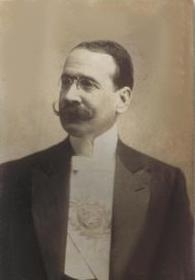
La presidència de Figueroa Alcorta va marcar el final del domini polític de Roca

El nou president va iniciar el seu mandat políticament afeblit, però en circumstàncies econòmiques molt favorables. L'oficialisme va perdre les primeres eleccions legislatives del seu mandat a la ciutat de Buenos Aires i a Corrientes, tot i que va triomfar a la resta del país.
La situació internacional es va mantenir en una situació de conflicte permanent amb Brasil per la supremacia naval i diplomàtica a la regió. Els cancellers de l'Argentina (Estanislao Zeballos) i del Brasil (el Baró del Riu Branco) van desenvolupar una escalada armamentista i es van acusar mútuament d'intencions expansionistes, coneguda com la «diplomàcia dels cuirassats». Com a conseqüència del creixement de posicions nacionalistes, es va generar un conflicte amb l'Uruguai per la delimitació dels límits en el Riu de la Plata, que es va solucionar amb un protocol en l'any 1909.
A l'octubre de 1907, un equip que perforava a la recerca d'aigua va descobrir petroli a Comodoro Rivadavia, un aïllat port del Chubut. En sentit estricte, no era la primera vegada que es explotava petroli a l'Argentina, ja que entre 1887 i 1897 s'havien explotat alguns pous a la província de Mendoza per part de particulars.
Històricament, el descobriment de Comodoro Rivadavia va tenir molta més rellevància, no només perquè es va tractar d'un jaciment de primera magnitud, sinó per haver estat descobert per una repartició pública a terres fiscals. Per aquesta raó, el president Figueroa Alcorta va sol·licitar al Congrés la reserva fiscal d'un gran territori al voltant del jaciment, perquè l'Estat l'explotés en exclusiva. No obstant això, el Congrés va acabar aprovant (el 1909) la reserva de tot just una mica més del 10% de la superfície sol·licitada. Poc després d'arribar al poder, el govern de Sáenz Peña concessionària ràpidament a empreses privades les terres que podrien arribar a tenir jaciments petrolífers.
No obstant això, l'economia seguia girant al voltant de l'exportació de carn i cereals. Hi va haver alguns avenços tecnològics, com el començament del reemplaçament de la carn ovina congelada per la carn bovina refredada, que portaria al reemplaçament gradual del bestiar oví pel boví. Els frigorífics refrigeradors serien, a més, la porta d'entrada dels capitals estatunidencs a l'Argentina, iniciant un reemplaçament del capital britànic que portaria mig segle. Per la seva banda, l'exportació de cereals va seguir creixent, arribant a ocupar el primer lloc entre les exportacions al final del període.
Entre 1904 i 1910, els ferrocarrils van augmentar la seva extensió en gairebé un 50%, arribant als 27.000 km i estenent els seus ramals per tota la regió pampeana. Des de 1907 van estar regulats per la Llei 5315, que uniformava els règims legals de les empreses ferroviàries; entre altres disposicions, prorrogava els beneficis impositius de les empreses i obligava a les empreses a aportar a un fons per a construcció de camins cap a les estacions; com a contrapartida, prohibia establir rutes paral·leles a les vies fèrries.

### La qüestió social

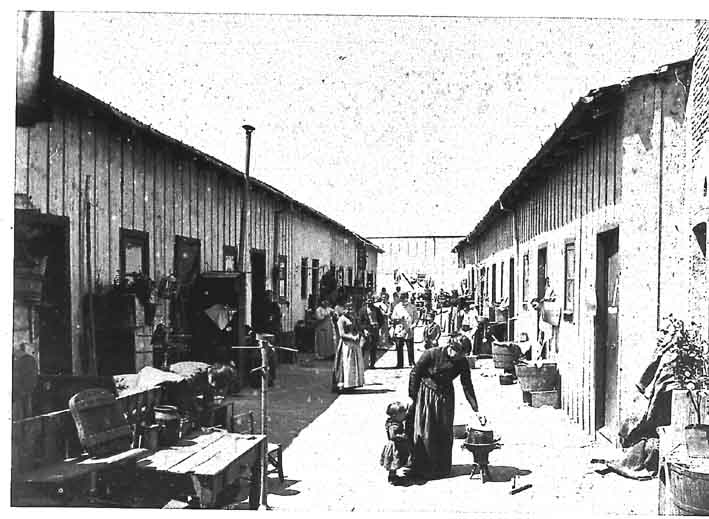
La població treballadora vivia amuntegada en conventillos

A l'Argentina, fins a finals del segle xix, com una explicació i resposta al sorgiment de la qüestió social, l'activitat sindical es va donar tot just a través d'una sèrie d'accions aïllades, però a principis del segle xx va augmentar significativament. L'aparició de la Federació Obrera Regional Argentina el 1901, i fins i tot la formació d'una altra central sindical paral·lela, la Unió General de Treballadors el 1903, van donar impuls a repetides vagues i manifestacions. A diferència del que havia passat fins llavors, les protestes no es limitaven a una empresa per vegada, sinó que es produïen vagues per sector, i fins i tot descontents per problemes generals, com les manifestacions contra el cost dels lloguers. El moviment sindical de l'època, va estar dividit en tres grans corrents; l'anarcosindicalisme (que va ser majoritari fins al 1910), el socialisme i el sindicalisme revolucionari (que va ser majoritari en la segona dècada del segle xx).
El sindicalisme era considerat més com una qüestió policial que una qüestió de drets. El Partit Socialista era tolerat perquè era dirigit per professionals (per tant, persones respectables) com Juan B. Justo o Alfredo Palacios. Però les activitats sindicals eren reprimides amb duresa; el 1902 es va sancionar la Llei de Residència, que autoritzava al Poder Executiu Nacional a expulsar del país a qualsevol immigrant sense sentència judicial, per la simple acusació de comprometre la seguretat nacional o pertorbar l'ordre públic.
Els caps de policia reprimien les manifestacions com si es tractés de crims; el comissari Ramón L. Falcón, cap de la Policia de la Capital, va ordenar reprimir una manifestació el 1r de maig de 1909, causant 11 morts i 105 ferits, i l'endemà va reprimir als obrers que acompanyaven els fèretres de les víctimes. En resposta, un anarquista el va assassinar el 14 de novembre, en un crim que va commocionar la societat argentina. Les organitzacions d'esquerra, en canvi, van justificar plenament l'assassinat.
De totes maneres, excepte en els sectors més conservadors i autoritaris, s'havia difós la idea que «alguna cosa s'havia de fer» amb l'anomenada qüestió social; no tant per raons de justícia social, sinó per evitar que els obrers caiguessin en tendències cada vegada més radicals.
Així, a principis del segle, els conservadors argentins van sancionar les primeres lleis regulant les relacions entre ocupadors i empleats, i fins i tot es va plantejar un projecte de Codi del Treball, iniciativa de Joaquín V. González.
Simultàniament, de l'Església catòlica a l'Argentina sorgia com una explicació i resposta a la qüestió social, l'anomenat moviment social cristià, com a part del catolicisme polític.
El 1884 es va celebrar a Buenos Aires la Primera Assemblea dels Catòlics Argentins, amb 140 delegats de tot el país, on es va resoldre en matèria social seguir treballant activament per la implantació del diumenge com a dia festiu; es va propiciar l'ensenyament tècnic de la joventut mitjançant la creació d'escoles d'arts i oficis; es va preconitzar la fundació de cercles obrers (que dirigiria el pare Federico Grote) amb fins d'edificació, propaganda i socors mutus, alguns dels quals ja funcionaven a Buenos Aires i a Córdoba; també es va afavorir l'establiment de tallers obrers i oficina de col·locació per als desocupats.
La Unió Catòlica es va fundar el 1885, i es va destacar per la lluita per humanitzar les relacions socials i la seva ferma oposició al liberalisme i al laïcisme propis de molts membres de la Generació del 80, que va governar el país entre la segona meitat del segle xix i les primeres dècades del segle xx. Entre els fundadors es trobaven José Manuel Estrada, Tristán Achával Rodríguez, Pedro Goyena, Emilio Lamarca i Indalecio Gómez (qui després va ser coautor i defensor de la Llei Sáenz Peña, que va aconseguir imposar a l'Argentina el vot universal, secret i obligatori, fent realitat la democràcia política).
De 1902 a 1910 va existir la Lliga Democràtica Cristiana, antecedent de Partit Demòcrata Cristià (o Democràcia Cristiana). El Primer Manifest de la Lliga Democràtica Cristiana contenia els principis bàsics del socialcristianisme. En els congressos nacionals organitzats per la Lliga el 1907 i 1908 van participar Federico Grote, Gustavo Franceschi, Emilio Lamarca, Santiago Gregorio O'Farrell, Alejandro Bunge, i Juan Félix Cafferata, que van exposar notables treballs i projectes de legislació social.
Ja el 1910, poc abans de les celebracions pel Centenari Argentí, les dues centrals obreres es van convocar una vaga general, a la que el govern va reaccionar amb extrema duresa; va sancionar l'estat de setge, va arrestar centenars de dirigents, va tancar els diaris sindicals, i va sancionar la Llei de Defensa Social, que estenia les restriccions de la Llei de Residència, habilitant al Poder Executiu Nacional a aturar indefinidament a qualsevol sospitós d'adherir a l'anarquisme.
És que el règim conservador pretenia celebrar, juntament amb el Centenari de la creació de la Nació, el seu propi èxit, l'èxit del model de país que havia forjat.

### El Centenari
El juliol del 1909, el president Figueroa Alcorta es va pronunciar en un laude arbitral entre Perú i Bolívia, a la regió cautxera del Riu Acre, en una resolució que va ser rebutjada per Bolívia, que va arribar a trencar relacions diplomàtiques amb l'Argentina. A l'any següent, enmig de les celebracions pel Centenari de la Revolució de Maig, les mateixes van ser represes.
Figueroa Alcorta havia decidit celebrar el Centenari com una gran festa, fastuosa i supèrbia, que pogués mostrar al món la seva riquesa i influència. Com un dels antecedents de la mateixa, el 5 d'abril de 1910 es va inaugurar el Ferrocarril Trasandí, que comunicava Mendoza amb Los Andes.
Al mes de maig, la ciutat de Buenos Aires es va vestir de festa i es van col·locar tot tipus d'ornaments per celebrar el Centenari. Es van inaugurar monuments en parcs i places, com homenatges dels països europeus a l'Argentina. Diversos caps d'estat van visitar Buenos Aires, però la tia del Rei d'Espanya, la Infanta Isabel de Borbó, va ser el personatge més complimentat.
Enmig de les celebracions, alguns grups anarquistes van atemptar contra les forces de seguretat, obligant el govern a decretar l'estat de setge; les celebracions es van celebrar sota restriccions a les llibertats individuals, amb dirigents sindicals presos. En resposta, grups d'activistes de dreta van incendiar les seus sindicals i editorials dels diaris d'esquerra.

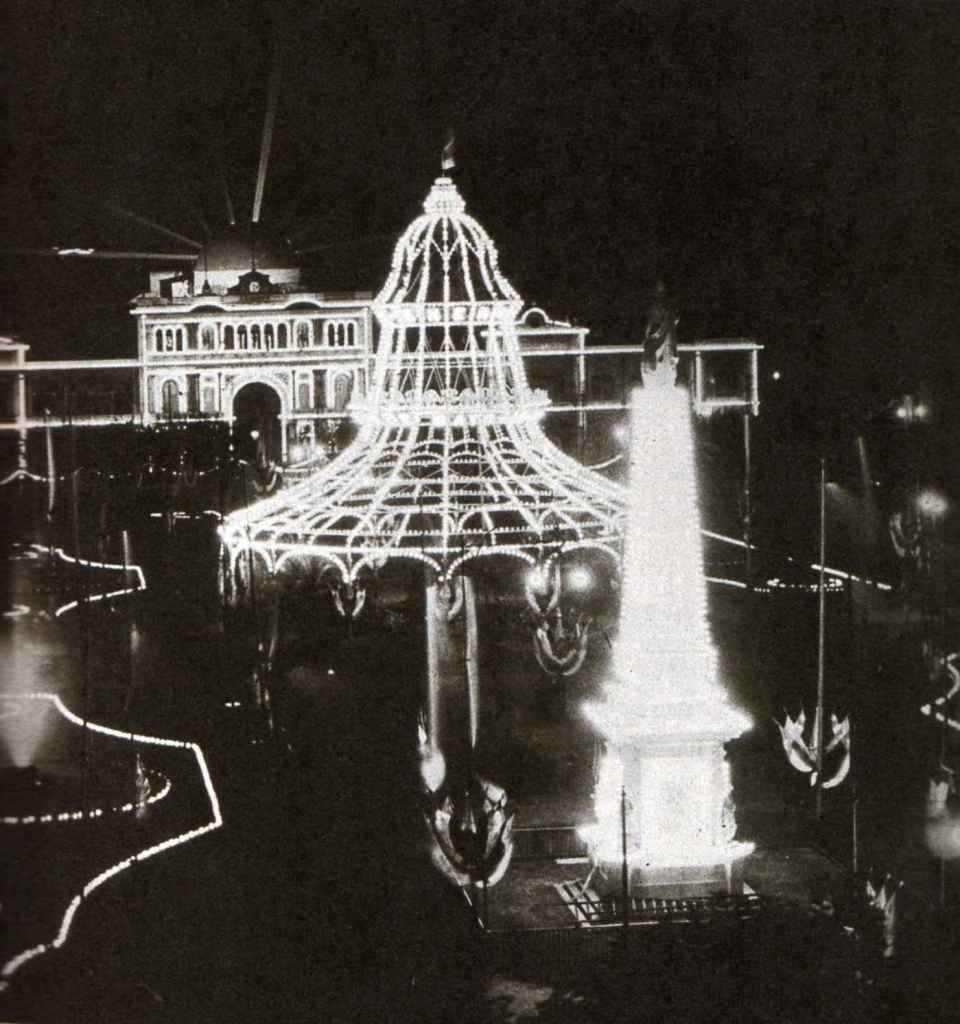
La Plaça de Mayo adornada per a la celebració del Centenari
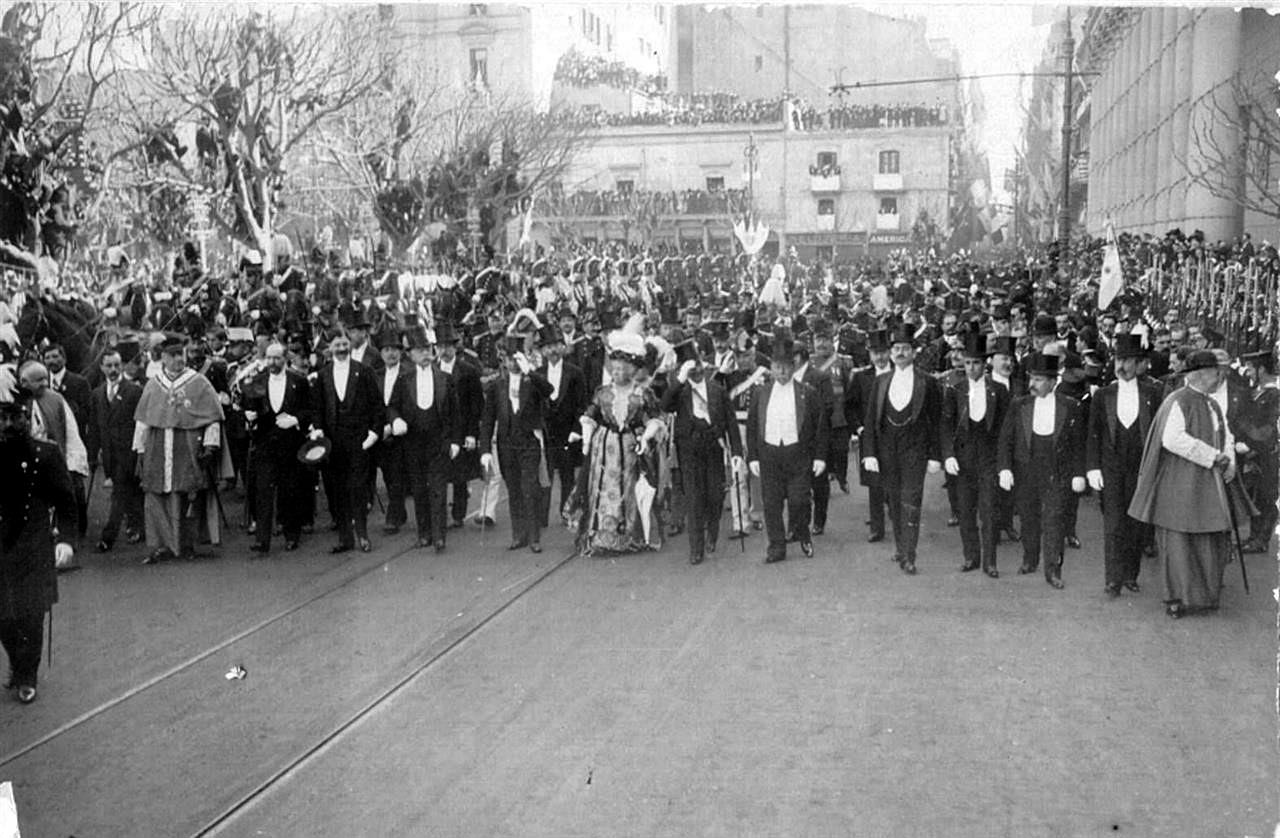
El president de la República Argentina, José Figueroa Alcorta, i la representant del Regne d'Espanya, la Infanta Isabel de Borbó es dirigeixen al Te Deum a la Catedral Metropolitana durant les festes del Centenari Argentí

### Liquidació del roquisme
Quintana havia governat fent equilibris entre les diferents faccions del PAN, obligat per la intenció de Roca de prevaler sobre la voluntat presidencial. Quan va assumir Figueroa Alcorta, Roca estava pràcticament retirat de l'acció política, i els seus amics van buscar obligar al president a seguir-los, per mitjà d'una acurada obstrucció de totes les seves iniciatives al Congrés. El gener de 1908, el Congrés es negava encara a tractar el Pressupost Nacional per a l'any que ja havia començat. Figueroa Alcorta va decidir llavors donar un cop d'efecte; va retirar el projecte, va decretar que regia el pressupost de l'any anterior i va clausurar el Congrés amb la policia.
Ràpidament va trencar amb les restes de les faccions de seguidors de Roca, obligant als altres a decidir-se entre el president i l'expresident. Per reforçar la seva posició, va intervenir els governs de dues províncies i va fer escollir allí a governadors de la seva confiança; bona part dels diputats van optar per unir-se al projecte de Figueroa Alcorta. El president va armar ràpidament les llistes dels seus candidats a diputats i va vèncer en les eleccions de març, deixant definitivament als roquistes en minoria.
El sistema cabdillista armat per Roca i els seus amics quedava clausurat, però clarament molts dels seguidors de Figueroa Alcorta desitjaven armar un de nou, en el qual els beneficiaris serien ells.
El president es va entrevistar en secret amb Yrigoyen, amb la idea d'evitar noves revolucions i tractant que el radicalisme aixequés l'abstenció electoral, però aquest va condicionar aquesta segona mesura a la sanció legal d'una reforma política. Atès que Figueroa Alcorta no havia aconseguit encara prou suport per aconseguir-la, aquesta no es va sancionar i el radicalisme va continuar en l'abstenció.
En els mesos següents, tots els grups opositors (republicans, autonomistes, catòlics i fins a alguns radicals) es van acostar al govern, tractant de forçar a portar endavant una reforma política profunda. El més sincerament entusiasta referent a això, i el més prestigiós d'ells, era Roque Sáenz Peña; aviat va quedar clar que seria el candidat oficial a la presidència. Al llarg de l'any 1909 i principis del 1910, Sáenz Peña va armar un nou conglomerat de partits, al que va anomenar Unió Nacional, amb el qual va obtenir la victòria en les eleccions de 1910.

## La presidència de Roque Sáenz Peña (1910-1913)

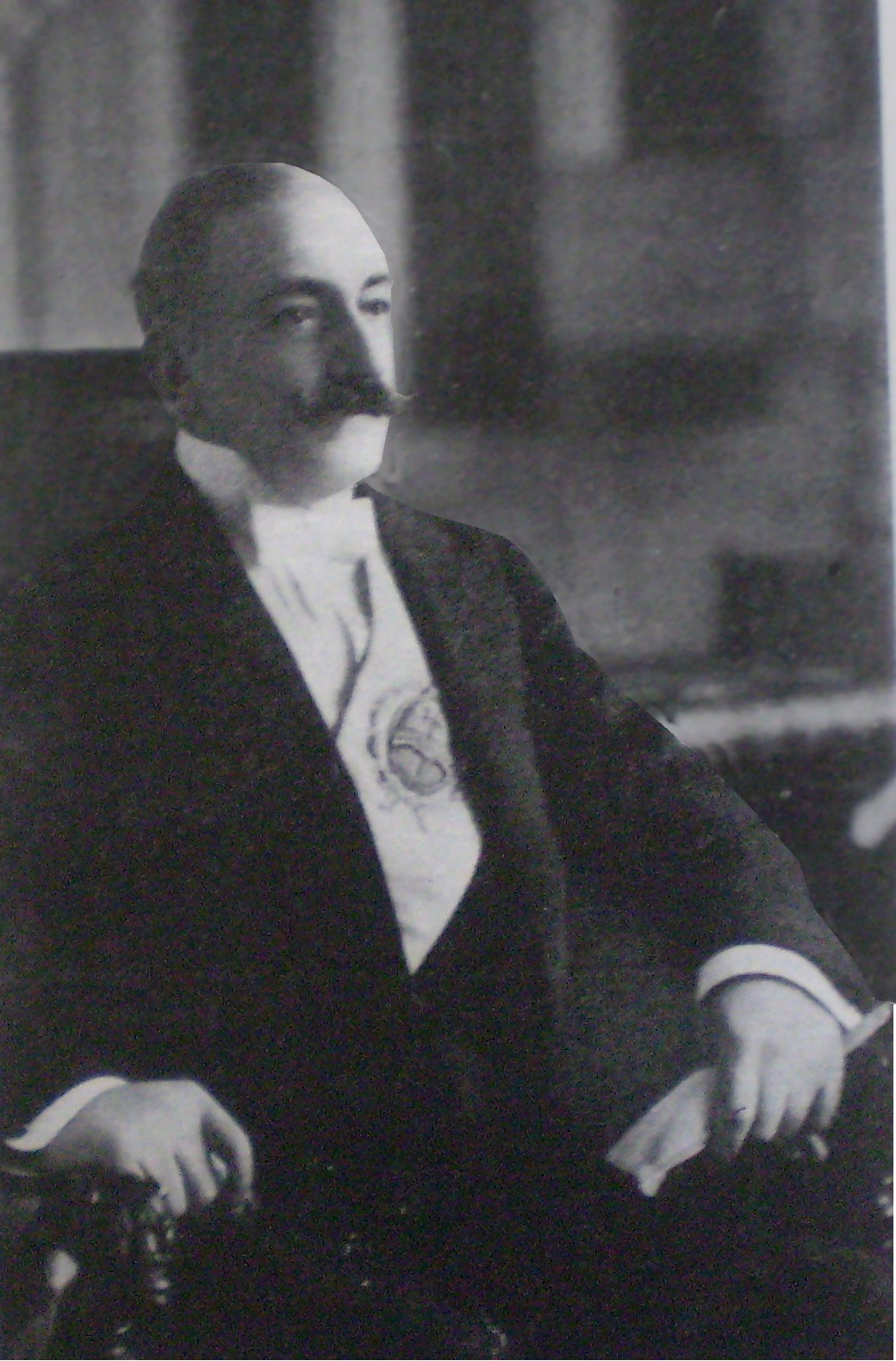
Roque Sáenz Peña no va aconseguir a veure la transformació política iniciada per la llei electoral que porta el seu nom

El nou president ni tan sols havia participat de la campanya electoral; era l'ambaixador argentí a Itàlia. En les eleccions es va presentar una única llista de candidats a electors, dels quals deu (sobre 273) no van votar per Sáenz Peña. En fer-se càrrec del govern va canviar l'aspecte de la Casa Rosada, agregant-li un luxe ostentós al cerimonial.
El seu mandat va estar signat per la discussió al voltant de la reforma electoral i els seus resultats immediats, i bona part dels fets polítics d'aquests anys van quedar eclipsats per aquesta disputa. Per exemple, es va inaugurar el primer subterrani de Buenos Aires, i es va acabar la monumental Estació Retiro.
El 1912 es va sancionar (a iniciativa del ministre d'Agricultura, Ezequiel Ramos Mexía), una Llei de Foment dels Territoris Nacionals. La major part dels territoris nacionals, com ara el del Chaco tenia l'enorme majoria de la seva població concentrats en el seu litoral marítim o fluvial. Per aquesta raó, la Llei preveia la construcció de gran quantitat de ramals ferroviaris, que permetessin l'establiment de la seva població cap a l'interior. Es van construir ramals als Territoris Nacionals del Chaco, Formosa, Río Negro, Chubut i Santa Cruz; i fins i tot va arribar un ramal ferroviari a Posadas, capital de Misiones.
Al juny de 1912 va esclatar un gran moviment de protesta dels chacarreros (grangers arrendataris) contra l'empitjorament de les condicions dels seus contractes amb els propietaris dels camps que treballaven, conegut com a Crit d'Alcorta. El mateix es va estendre per tota la regió pampeana, i va acabar amb una massiva baixa dels arrendaments. Va marcar la irrupció d'una porció de la classe mitjana rural, formada pels chacareros, en la política nacional del segle xx.
En 1911, Juan A. Alsina, que havia estat comissari general del Departament d'Immigració, deia respecte dels fills dels immigrants que es radicaven al país que «les escoles rebien a tot el país al voltant de 40.000 nens, però quedaven prop de 450.000 sense possibilitats efectives de alfabetitzar-se».

### La Llei Sáenz Peña
Sáenz Peña era un aristòcrata convençut; pensava que, lliure dels polítics professionals, el poble anava a elegir els millors per al seu govern. També estava preocupat per la qüestió social, és a dir, per la possibilitat que els obrers (allunyats de la política) poguessin adherir-se a l'anarquisme o al socialisme. Finalment, temia que l'enorme proporció de població estrangera, que no participava de cap manera en la política, pogués caure en postures maximalistes o romandre com un cos estrany a la societat. Per totes aquestes raons va donar suport a la reforma política basada en el vot universal i lliure.
Donats els antecedents de pressió sobre els votants (que votaven en veu alta), l'única possibilitat de llibertat electoral era el vot secret, per mitjà de papers en sobres tancats. I per assegurar-se que ningú fora impedit de concórrer a votar, ho va fer també obligatori. D'altra banda, la participació de la població en les eleccions era molt baixa, superant amb prou feines el 20% dels electors potencials.
L'encarregat de dissenyar el projecte i defensar-lo en el Congrés va ser el ministre de l'Interior, el catòlic Indalecio Gómez. Va haver d'enfrontar la dura resistència dels diputats conservadors, aferrats als seus privilegis i a la forma que coneixien de fer política, però després d'un mes de discussió a la Cambra de Diputats, i una setmana al Senat, va ser aprovada al febrer, sent promulgada el dia 13 de febrer de 1912.
La primera prova del funcionament de la Llei Sáenz Peña va ser en una elecció provincial; la província de Santa Fe va ser intervinguda pel govern, que va ordenar celebrar les eleccions de governador d'acord amb la Llei Sáenz Peña; la UCR va abandonar l'abstencionisme i va participar, assolint la victòria. Poc després obtenia una nova victòria a les eleccions de diputats a la ciutat de Buenos Aires, en unes eleccions en què la participació popular va ascendir al 84% del padró electoral.

## La presidència de De la Plaza (1913-1916)

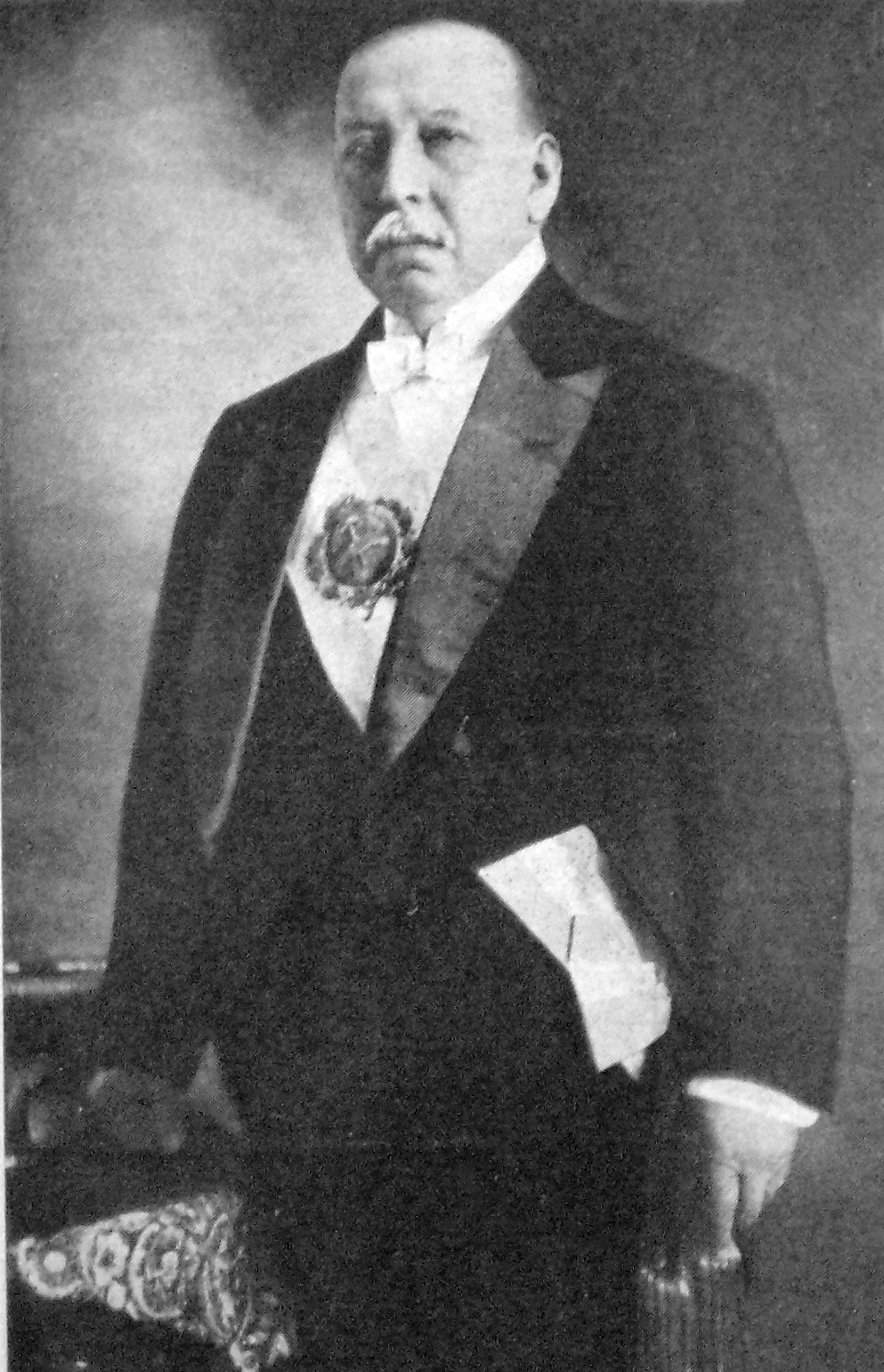
Victorino de la Plaza, últim president del període conservador

A l'octubre de 1913, Sáenz Peña va sol·licitar una llicència al seu càrrec per raons de salut, pel que el vicepresident Victorino de la Plaza es va fer càrrec del govern i va reorganitzar el seu gabinet al febrer de l'any següent. El president va morir el 9 d'agost, sense haver pogut reassumir el càrrec.
Victorino de la Plaza era oriünd de Salta i d'indubtable ascendència indígena, especialista en finances. La major part de la seva gestió va estar signada per l'esclat de la Primera Guerra Mundial. No obstant això, just abans de l'esclat de la mateixa (en resposta a l'ocupació estatunidenca de Veracruz de 1914), es van iniciar converses amb Brasil i Xile per frenar l'avanç de la influència estatunidenca, que desembocaria a l'any següent a la signatura del Pacte ABC.
Tot just esclatada la Guerra, De la Plaza es va afanyar a declarar la neutralitat argentina respecte de la mateixa, i va anunciar el seu desig de comerciar amb tots dos bàndols.

### La Gran Guerra i les seves conseqüències econòmiques
Pocs dies abans de l'esclat de la Primera Guerra Mundial, representants de les potències europees es van retirar i van embarcar cap als seus països tot l'or que van poder retirar de la Caixa Nacional de Conversió, al voltant de 28 milions de pesos. El públic va iniciar una correguda bancària, a la qual el president va respondre tancant indefinidament la Caixa, amb el que es va iniciar el període d'inconvertibilitat del paper moneda, que al seu torn va perdre no menys del 10% del seu valor.
La situació econòmica del país va ser durament afectada per la guerra; només el 1915, les rendes nacionals van caure en un 40%. Les nacions bel·ligerants van utilitzar gairebé totes les seves marines mercants per a la contesa, i a més les seves flotes van atacar vaixells mercants enemics, de manera que les exportacions argentines es van fer més complicades. Més notablement encara, van caure abruptament les importacions de béns industrials, la qual cosa (sumat a la inconvertibilidad) va generar un ràpid augment del valor dels béns industrials, generant una oportunitat única per a la indústria nacional. Es tractava d'un proteccionisme de fet.
El resultat va ser un enorme creixement del nombre de tallers industrials i de la producció industrial. La indústria metal·lúrgica, en particular, va tenir un creixement exponencial.
No obstant les limitacions de capital, l'impuls estatal sobre els ferrocarrils va aconseguir portar-los a 33.595 km. I, tot i les limitacions, les exportacions de carn van seguir en ascens, passant de 389 milions de pesos or el 1910 a 574 milions el 1916. En canvi, l'exportació de cereals va tenir una brusca caiguda. En suma, l'economia en el seu conjunt va tenir una baixa del 10% el 1914, i va créixer molt lentament durant la resta de la Guerra.

### La victòria radical

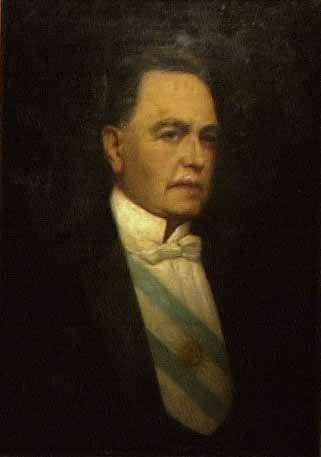
El president Hipólito Yrigoyen

En 1914, les eleccions de diputats van semblar donar la raó als conservadors més optimistes; malgrat els triomfs radicals de l'any 1912, en aquesta segona prova els conservadors es van dur 33 diputats, els radicals 22, els socialistes 7 i la Lliga del Sud 2.
Sobre la base de la Lliga del Sud (partit provincial santafesí fundat per Lisandro de la Torre el 1908), al desembre de 1914 es va fundar el Partit Demòcrata Progressista, amb la intenció d'aglutinar a les disperses forces conservadores; però la insistència de De la Torre en dirigir el partit i en definir-se com socialment liberal (en oposició al conservadorisme dels seus potencials aliats), va portar a la fundació posterior d'una Concentració Conservadora, dirigida per Benito Villanueva i Ugarte, que va anar a les eleccions per separat.
Per la seva banda, els radicals van tenir alguns problemes per conformar les llistes de candidats a governadors i diputats, però no pel que fa al candidat presidencial; l'únic candidat possible era Yrigoyen; la proclamació de la candidatura presidencial va passar tot just dues setmanes abans de les eleccions, molt després de la presentació de les llistes d'electors. Tot i així, al Congrés partidari que va decidir la candidatura d'Yrigoyen s'havien presentat tres candidatures més, totes de futurs dissidents del radicalisme.
L'elecció presidencial es va celebrar el 2 d'abril de 1916, participant en ella 747.000 votants (el 45,59% dels quals van votar per Yrigoyen). Setmanes més tard, aquest era consagrat President per una diferència en el Col·legi Electoral de tot just un vot més que el mínim exigit per la Constitució (majoria absoluta d'electors). En cas que Yrigoyen no hagués arribat a aquest nombre, l'elecció presidencial l'hagués hagut de realitzar el Congrés Nacional, on les forces conservadores comptaven amb majoria.
Hipólito Yrigoyen va assumir la presidència el 12 d'octubre de 1916, moment en què generalment s'admet la fi del cicle conservador a l'Argentina.

## Cultura i art

### Literatura

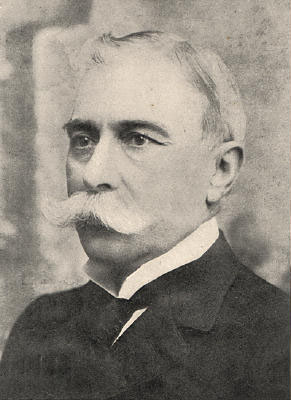
Miguel Cané va ser una destacada figura política i literària de la Generació del 80

La gran major part de la literatura de la Generació del 80 va ser produïda per polítics, militars i estanciers. Les seves obres, gairebé exclusivament en prosa, eren relats autobiogràfics, o ficticis comptats com records. Entre els autors més destacats es poden esmentar a Lucio V. Mansilla (Una excursió als indis ranquels), Eugenio Cambaceres (Sense rumb), Miguel Cané (Juvenilia) i Eduardo Wilde (Aigües avall).
Cap a finals del segle xix va sorgir el corrent modernista, que es va caracteritzar per la poesia refinadament aristocràtica, l'exhibició d'una cultura cosmopolita i una renovació estètica del llenguatge i la mètrica. Entre els seus autors es troben Leopoldo Lugones (Llunari sentimental, La restauració nacionalista), Enrique Larreta (La glòria de Don Ramiro) i Evaristo Carriego (Misses heretges).
Ja entrat el segle xx, els nous escriptors es van adherir al realisme, especialment orientat al teatre. Entre els escriptors més destacats d'aquest corrent es troben Roberto Payró (Pago Chico, El casament de Laucha), i les primeres obres d'Horacio Quiroga (Contes d'amor, de bogeria i de mort, Contes de la selva).

### Arts plástiques
Els pintors més destacats del període havien estat educats a Europa, encara s'esforçaven per escapar de la temàtica i les tècniques típicament europees, adscriptes en general al realisme. Entre els més coneguts es troben Eduardo Sívori (El despertar de la criada), Eduardo Schiaffino (El repòs), Ángel della Valle (La tornada del malón), i Ernesto de la Cárcova (Sense pa i sense feina).
Ja iniciat el segle xx, sorgeixen els primers pintors de l'impressionisme, com Martín Malharro i Fernando Fader, pintors de paisatges i personatges rurals.
L'escultura va tenir un desenvolupament molt menor, encara que es destaquen artistes com Lucio Correa Morales (La captiva), Lola Mora (Font de les Nereides), Rogelio Yrurtia (Cant al treball), o Pedro Zonza Briano.
L'arquitectura argentina va ser essencialment una variant dels corrents arquitectònics del període a Europa, i només uns pocs arquitectes argentins van aconseguir renom, com Ernesto Bunge i Juan Antonio Buschiazzo.

### Música
L'Argentina va rebre una gran quantitat d'orquestres i músics d'Europa en aquests anys, relegant la seva pròpia producció; l'únic autor realment consagrat d'aquest període va ser Alberto Williams.
La música folklòrica va ser considerada un divertiment per a pobres, un art menor, fins que va ser rescatada des d'aquest lloc inferior per les investigacions d'Andrés Chazarreta.
En canvi, va ser justament en aquest període quan va sorgir l'estil musical que sempre ha caracteritzat a l'Argentina per a la resta del món, el tango. Sorgit com una barreja d'estils portats pels immigrants italians i els estils africans dels descendents d'esclaus, durant algunes dècades va ser una curiositat dels salons de ball per a les classes més humils, i els prostíbuls que freqüentaven joves de classe mitjana i alta. Va ser de la mà d'aquests joves que, a principis del segle xx, va aconseguir ascendir en l'apreciació de totes les classes socials, al mateix temps que autors i intèrprets destacats com Ángel Villoldo, Pascual Contursi, Ignacio Corsini o Francisco Canaro li aportaven brillantor musical i refinament poètic. Els primers anys de Carlos Gardel van coincidir amb els últims del règim conservador.

### Historiografia, filosofia i sociologia
A la historiografia, l'herència de Bartolomé Mitre va resultar difícil de superar. Adolfo Carranza es va especialitzar en història colonial; Angel Justiniano Carranza en història naval i colonial. Posteriorment, Adolfo Saldías i David Peña van donar començament a la primera fase del revisionisme històric, d'arrel liberal.
Entorn de l'any 1900 es va difondre una historiografia positivista, d'estil assagístic, centrada en l'evolució sociològica dels pobles; en aquesta varietat van sobresortir Ernesto Quesada, Juan Agustín García, José María Ramos Mejía.
Després del Centenari va començar una transformació dels estudis històrics, amb l'aparició de l'obra de Juan Álvarez i la Nova Escola Històrica, representada per Ricardo Levene i Emilio Ravignani, i en certa manera també per Diego Luis Molinari, que després canviaria cap al revisionisme.
Entre els filòsofs, les obres de Joaquín V. González, Leopoldo Lugones i José Ingenieros van tenir molta influència en les generacions posteriors.
En la sociologia pura, l'Informe sobre l'estat de la classe obrera, de Joan Bialet i Massé, va ser el primer estudi sistemàtic de les condicions de vida i de treball de les classes pobres.

### Ciències

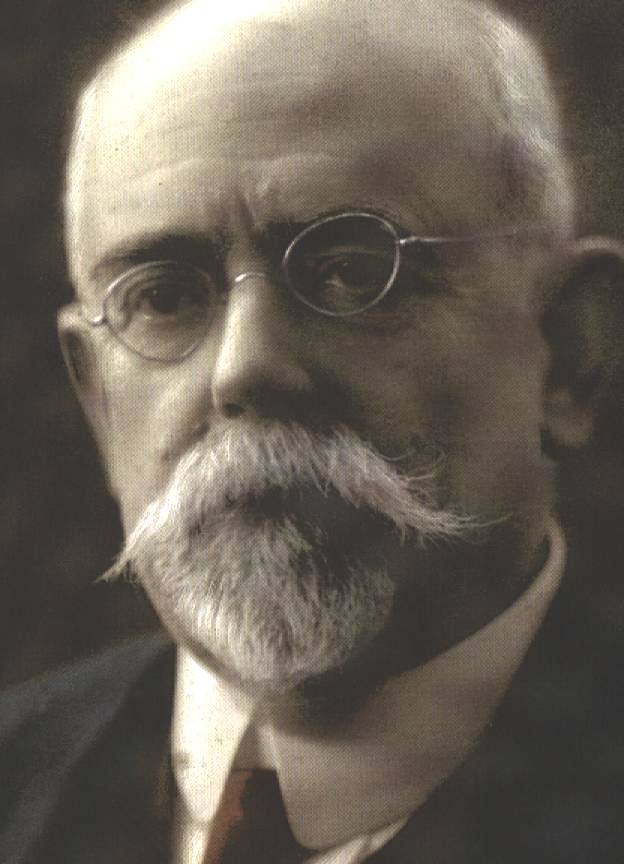
Francisco P. Moreno va ser un destacat explorador, antropòleg i biòleg, que va prestar una valuosa ajuda al seu país durant la determinació dels límits amb Xile

Entre els biòlegs més destacats del període es troben Eduardo Ladislao Holmberg i Clemente Onelli, que van ser directors del Zoològic de Buenos Aires; Francisco P. Moreno i Juan Bautista Ambrosetti, etnògrafs i fundadors respectivament del Museu de La Plata i del Museu Etnogràfic; Carlos i Florentino Ameghino, paleontòlegs.
L'Institut Geogràfic Argentí, fundat el 1879 per Estanislao Zeballos, va dirigir importants expedicions, especialment a la Patagònia. Entre els exploradors més importants s'han d'esmentar a Francisco P. Moreno, Luis Jorge Fontana i Ramón Lista. El primer director l'Institut Geogràfic Militar, Manuel Olascoaga, es va dedicar especialment a la cartografia i la geodèsia.
En la medicina van destacar els metges Ignacio Pirovano, gran impulsor de la cirurgia moderna, i Guillermo Rawson, introductor del concepte científic i social de la higiene mèdica i cofundador de la Creu Roja Argentina el 1880.
Les ciències exactes havien tingut un especial empenta fins al 1890, perdent ràpidament importància, reemplaçades pels estudis tècnics o de ciència aplicada.

### Universitats
Quan va començar el període conservador, existien només dues universitats a l'Argentina: la Universitat de Buenos Aires i la Universitat Nacional de Córdoba. El 1897 es va fundar la Universitat Nacional de La Plata, amb un criteri més modern, que va obligar a modernitzar les dues més antigues. Al final del període, el 1914, es va fundar la Universitat Nacional de Tucumán.
La més gran i important va ser sempre la de Buenos Aires, que en iniciar el període només comptava amb les facultats de dret i de medicina. A l'última dècada del segle xix va incorporar les facultats de Ciències Exactes, Físiques i Naturals /que incloïa la carrera d'Enginyeria) i de Filosofia i Lletres. A principis del segle xx va incorporar les facultats d'Agronomia i Veterinària i de Ciències Econòmiques.

## Exploració i ocupació permanent de l'Antàrtida
El 1848, el futur comandant argentí Luis Piedra Buena va viatjar a l'Antàrtida com a grumet del vaixell de William Smiley.
L'Expedició Argentina a les Terres i Mars Australs de 1881, al comandament del tinent de la Marina Italiana Giacomo Bove, va explorar Terra del Foc fins que el seu vaixell va naufragar. L'expedició del romanès Julio Popper es va frustrar durant l'allistament per la seva mort en 1893.
El 29 de desembre de 1894, el president argentí Luis Sáenz Peña va autoritzar a Luis Neumayer per explorar el territori situat al sud de la Patagònia i denominat Terra de Grand (península Antàrtica), però prohibint qualsevol tipus d'explotació, però l'expedició no es va realitzar.
Entre 1897 i 1899, una expedició belga comandada per Adrien de Gerlache, de la qual va participar Roald Amundsen, va haver hivernar a l'Antàrtida per quedar-se atrapada pels gels.
El 10 d'octubre de 1900, el govern argentí va decidir incorporar-se a l'Expedició Antàrtica Internacional, composta de diverses expedicions, però el viatge argentí no es va realitzar i es va oferir col·laboració a l'expedició sueca al comandament del doctor Otto Nordenskjöld. Aquest rebria suport argentí a canvi d'incorporar a un marí argentí a la seva expedició i lliurar-li les dades científiques i les col·leccions zoològiques que es recollissin. Al seu pas per Buenos Aires, l'alferes de navili José María Sobral es va embarcar en el vaixell Antarctic el 21 de desembre de 1901. Com que no es tenien notícies de l'expedició, el govern argentí va complir el seu compromís de suport condicionant a la corbeta ARA Uruguay, que va partir en la seva recerca el 8 d'octubre de 1903 al comandament del tinent de navili Julián Irízar, rescatant als integrants de l'expedició que s'havien quedat hivernant arran de l'enfonsament de l'Antarctic.
El 2 de gener de 1904, la Argentina va adquirir l'estació meteorològica instal·lada per l'escocès William Speirs Bruce, a l'illa Laurie de les Òrcades del Sud, en la que havia quedat una dotació de sis homes realitzant observacions científiques. S'hi va instal·lar un observatori meteorològic, on funcionava també una oficina de correus. Al civil argentí (empleat de l'empresa oficial argentina de correus i telègrafs) Hugo Alberto Acuña li va correspondre hissar per primera vegada d'una manera oficial la bandera argentina en el sector Antàrtic Argentí, el dia 22 de febrer de 1904. Tal observatori va esdevenir en la Base Òrcades, l'establiment humà permanent més antic existent avui a tot el territori antàrtic.
La corbeta argentina ARA Uruguay va tornar a l'Antàrtida el 1905 (va salpar des del port de Buenos Aires el 10 de desembre de 1904) per rellevar la dotació de les Òrcades del Sud i dirigir-se cap a l'illa Decepció i després a l'illa Wiencke a la recerca de Jean-Baptiste Charcot, ja que l'expedició francesa (1903-1905) es creia perduda. En agraïment a la col·laboració argentina amb la seva expedici, Charcot va batejar a un grup insular amb el nom d'illes Argentina. Una d'aquestes illes va ser nomenada illa Galíndez en homenatge al capità de la corbeta, Ismael Galíndez, i una altra va ser denominada illa Uruguay, en homenatge a la corbeta argentina de tal nom.

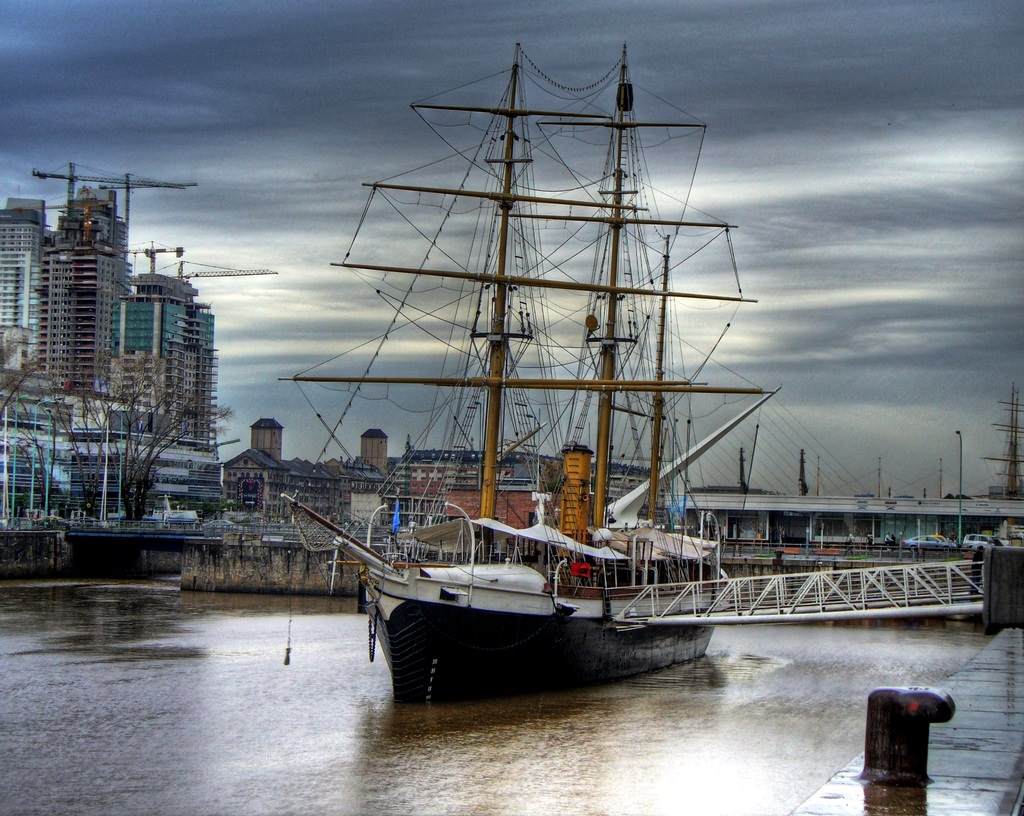
Corbeta ARA Uruguay, 2006
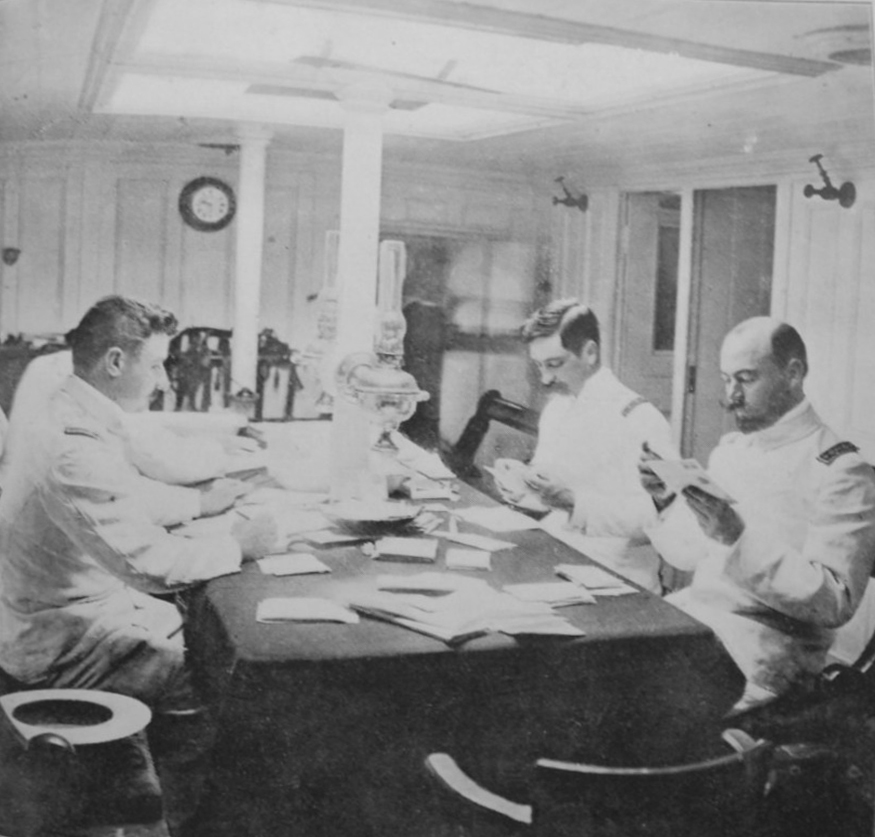
El capità Irizar, el tinent Hermelo i dos oficials dins d'un camarot de l'ARA Uruguay, 1903
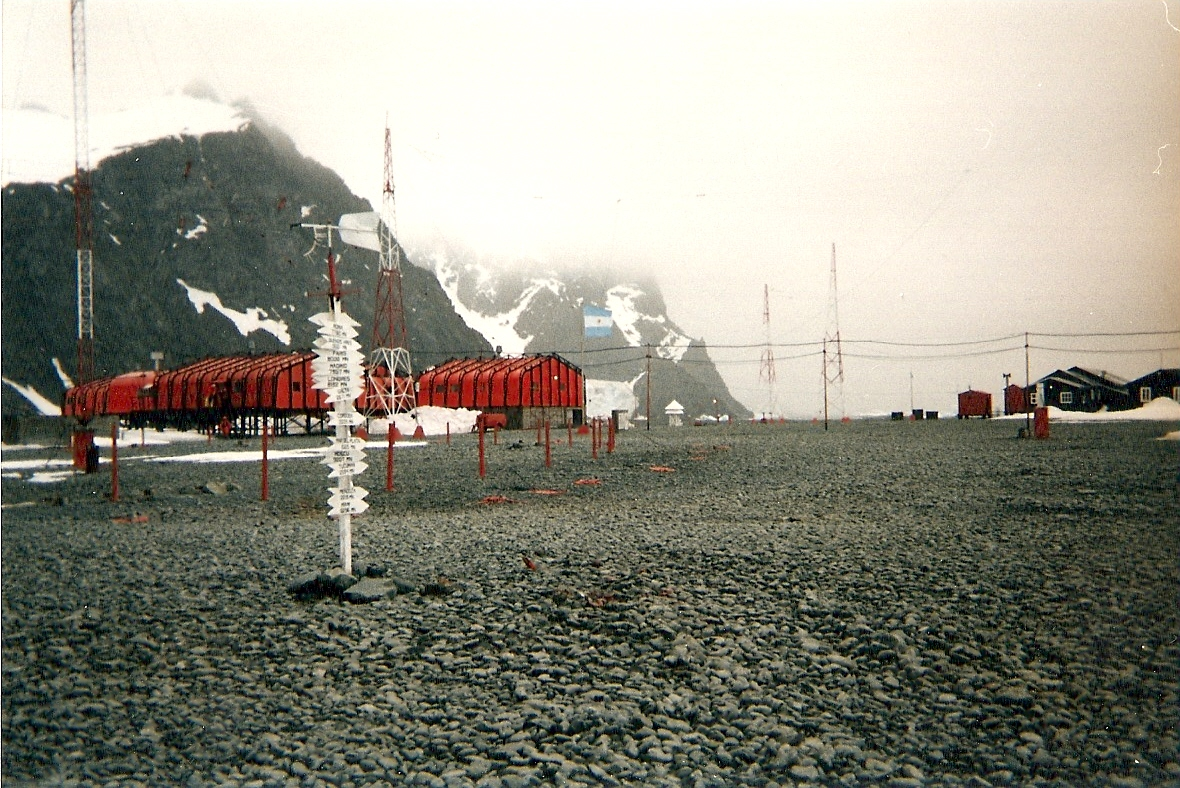
La base argentina Òrcades, la població estable humana més antiga a l'Antàrtida (des de 1904), 1996

El govern argentí va decidir sumar dos observatoris meteorològics (a l'illa de Geòrgia del Sud i a l'illa Wandel), als que ja tenia a les illes Laurie i Observatorio. L'expedició que havia d'instal·lar un observatori al port on va hivernar Charcot el 1904, a l'illa Wandel (actualment illa Booth), va partir de Buenos Aires el 30 de desembre de 1905 al comandament del tinent de navili Lorenzo Saborido al vaixell Austral, que era el Le Français comprat a Charcot quan aquest va viatjar a Buenos Aires al febrer d'aquest any. Després de rellevar a la dotació de les Òrcades del Sud, va tornar a Buenos Aires sense poder arribar a l'illa Wandel. En un nou intent, al comandament del tinent de navili Arturo Celery, el 22 de desembre de 1906 el vaixell va encallar i es va enfonsar al banc Ortiz del Riu de la Plata, per la qual cosa l'observatori mai es va construir. Al juny de 1905, el transport Guàrdia Nacional al comandament del tinent de navili Alfredo P. Lamas va dur endavant la tasca d'aixecar l'observatori de l'illa Geòrgia del Sud a la badia Cumberland, reanomenada com «badia Guàrdia Nacional».
Un decret emès per Xile el 27 de febrer de 1906 va cedir l'explotació industrial agrícola i pesquera per 25 anys de les illes Diego Ramírez, Shetland del Sud, Geòrgia del Sud i la Terra de Graham a Enrique Fabry i a Domingo de Toro Herrera, encomanant-los també el resguard i la custòdia dels interessos sobirans de Xile a la zona. L'Argentina va protestar formalment el 10 de juny de 1906 per aquestes accions de Xile i l'any següent Xile va convidar al Govern argentí a negociar un Tractat per dividir les illes i l'Antàrtica continental americana, però no va ser acceptat.
El 21 de juliol de 1908 el Regne Unit va anunciar oficialment els seus reclams a totes les terres entre els meridians 20º O i 80º O al sud del paral·lel 50º S, que el 1917 va traslladar al sud del paral·lel 58º S pel fet que amb aquest reclam es incloïa part de la Patagonia.